# Processo de Transformação do Exército

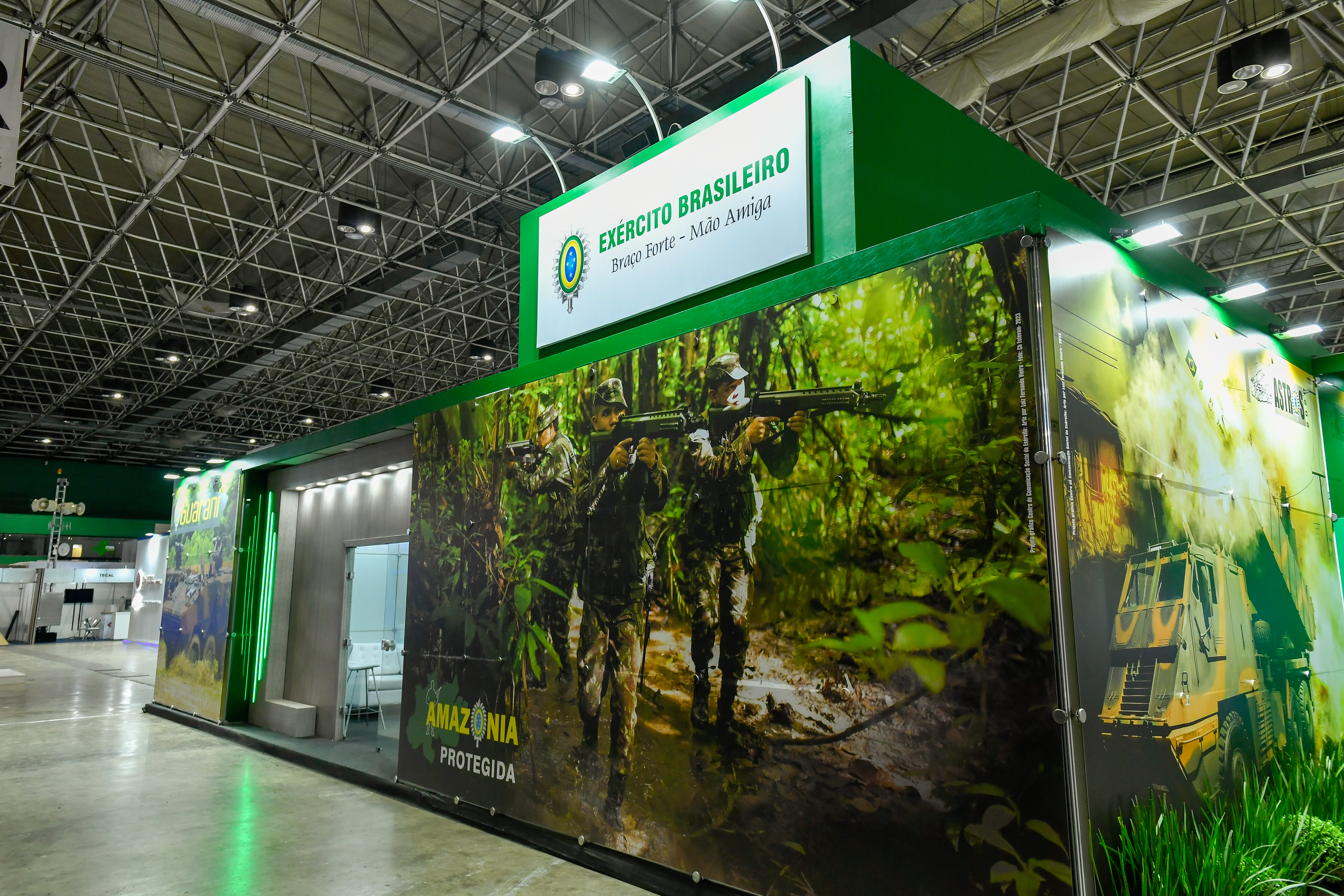
Estande do Exército Brasileiro expondo programas estratégicos na Latin America Aero & Defense (LAAD) 2023

O Processo de Transformação do Exército é o conjunto de mudanças na doutrina, organização, adestramento, material, emprego, pessoal e instrução do Exército Brasileiro, iniciadas em 2010. O Processo é induzido por projetos/programas de investimento, agrupados no Portfólio Estratégico do Exército, e é planejado de forma institucional, sem um líder definido. A maioria de seus programas começaram em 2012, com horizonte temporal até 2022–2023, mas o orçamento restrito dilatou o cronograma, e algumas das metas chegam até 2040. O objetivo seria construir o “exército do futuro”, capaz de projetar o poder do Brasil como futura potência global, conforme as demandas do Ministério da Defesa e paralelamente aos programas de investimento da Força Aérea e Marinha.
Outros esforços de modernização antecederam o iniciado em 2010, como o Força Terrestre 90. O Processo de Transformação surgiu sob demandas externas e não tradicionais, como o crescente envolvimento na segurança pública e missões de paz, mas a mudança foi planejada e conduzida de forma endógena. O diagnóstico interno era que o Exército estava sucateado e tinha dificuldade de fornecer tropas a missões no exterior. O catalisador dos documentos que balizam o Processo de Transformação foi a Estratégia Nacional de Defesa de 2008.
Além de corrigir a defasagem em relação aos outros exércitos, as medidas deveriam estimular a Base Industrial de Defesa e melhorar a imagem do Exército na sociedade. Os investimentos eram orçados em R$ 60 bilhões em 2012. As condições financeiras começaram favoráveis, mas a crise econômica iniciada em meados da década cortou os gastos militares, e as perdas recaíram sobre os investimentos, pois a maior parte do orçamento do Exército era ocupada com o pessoal. A produção nacional dos blindados VBTP-MR Guarani, por exemplo, seguiu adiante, mas a meta foi adiada e o pedido foi reduzido. As 2 044 unidades originais, a ser entregues até 2030, tornaram-se 1 580 até o prazo de 2035. O Congresso e a sociedade civil pouco acompanharam os investimentos.
A modernização pretendida é principalmente a renovação de capacidades já previstas, mas inclui a capacidade nova da guerra cibernética. Os novos equipamentos e sistemas incluem o desenvolvimento de um míssil de cruzeiro, o AV-TM 300, a expansão da artilharia de mísseis e foguetes (Astros II) e a aquisição de novos blindados, como o Centauro II e Iveco LMV, e equipamentos individuais e coletivos (Sistema Combatente Brasileiro). O Sistema Integrado de Monitoramento de Fronteiras (SISFRON) ambiciona cobrir toda a fronteira terrestre do país. A ordem de batalha só teve alterações modestas. Algumas brigadas foram selecionadas para fornecer as Forças de Prontidão (FORPRON), a partir das quais o Exército poderá selecionar uma força expedicionária a enviar ao exterior.

## Demandas de transformação
O Processo de Transformação do Exército Brasileiro iniciou-se formalmente na reunião do Alto Comando do Exército em 20–21 de maio de 2010. Neste ano já deveria existir o “exército do futuro”, conforme os planejadores militares nos anos 1980, mas a meta foi postergada à medida que os esforços de modernização militar, como o Força Terrestre 90 e Força Terrestre 2000, não atingiram plenamente suas metas. A busca pela operacionalidade plena e os diagnósticos de unidades mal equipadas e macrocefalia dos órgãos de direção em detrimento dos corpos de tropa são recorrentes desde o Plano Diretor de 1970. Em comum com os esforços anteriores, o Processo de Transformação introduziu metas ambiciosas e promessas de um rompimento com o passado e salto qualitativo.
Os documentos-base do Processo são a Estratégia Braço Forte (EBF), de 2009, Processo de Transformação do Exército (PTEx) e Projeto de Força (PROFORÇA), de 2010, Bases para a Transformação da Doutrina Militar Terrestre e Concepção de Transformação do Exército, de 2013.

### Condições externas

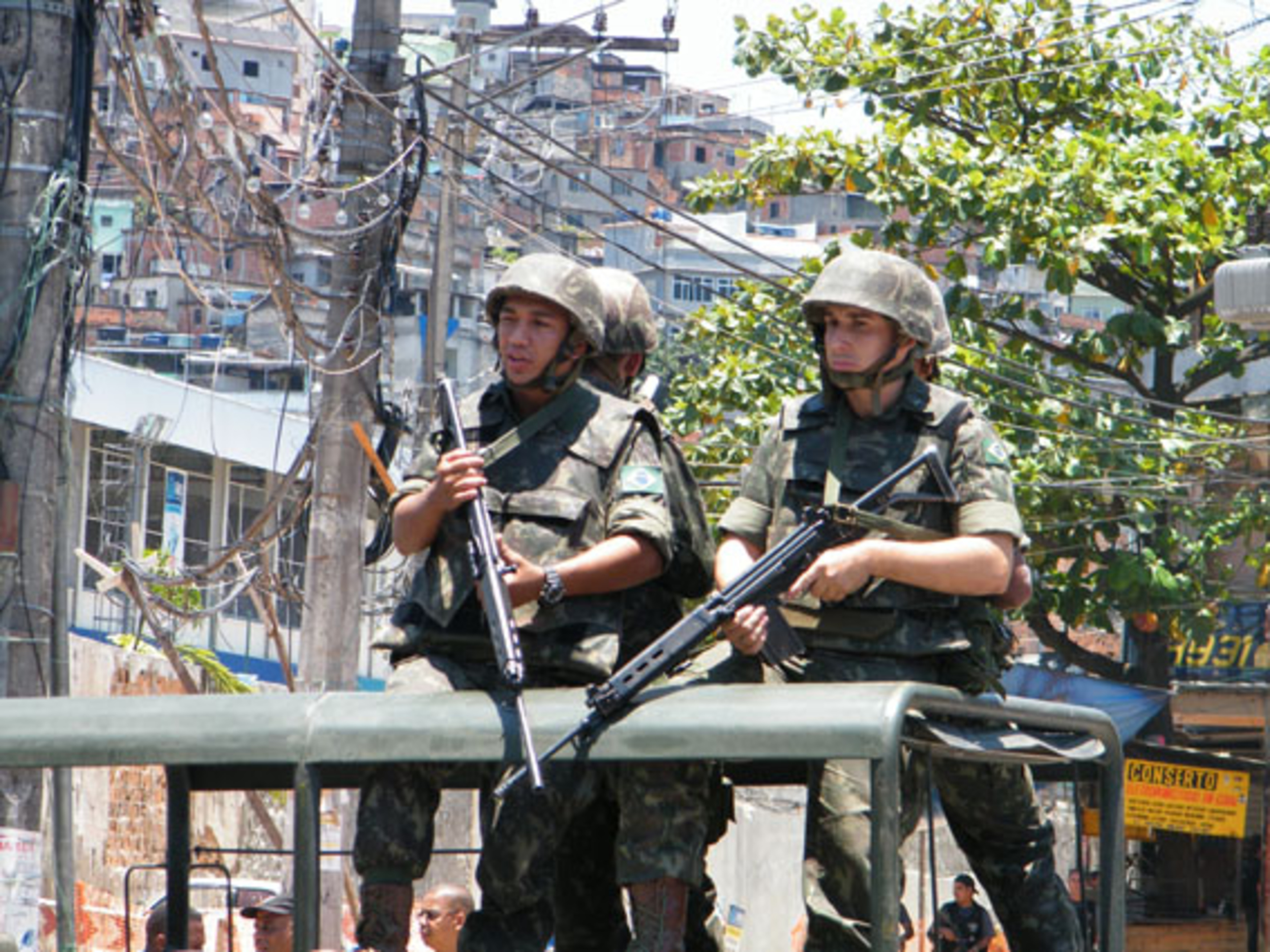
GLO: Ocupação do Complexo do Alemão em 2010

A Estratégia Nacional de Defesa (END), de 2008, foi o ponto de partida para os documentos-base, e dessa forma eles estiveram sob os marcos legais do Estado brasileiro e do Ministério da Defesa (MD), que também incluem a Doutrina Militar de Defesa, Política Nacional de Defesa e Livro Branco da Defesa Nacional, aplicados a todas as três Forças Armadas.
As demandas do MD incluíam as capacidades de monitoramento/controle, mobilidade e presença, a operação conjunta das Forças Armadas, o fortalecimento da indústria de defesa, a busca de independência tecnológica, a participação em operações de paz, a ampliação do conceito de segurança, a guerra centrada em redes [en] e o preparo com base nas capacidades requeridas, ambicionando uma projeção de poder condizente com a de uma potência global. A END foi uma geradora de demandas nas Forças Armadas, ajudando a tirar o Exército da letargia.
Demandava-se do Exército, além da capacidade de lutar uma guerra interestatal, o envolvimento com novas ameaças e temas como os direitos humanos, meio ambiente, tráfico de drogas e armas, terrorismo, migrações e crime organizado. Planejadores militares estudaram as seguintes tendências ou possibilidades para o futuro: o aumento do poder de atores não governamentais, a ocorrência de atentados terroristas e agravamento da crise na segurança pública, da questão ambiental, das tensões sociais e da “crise de valores na sociedade nacional”. Entretanto, oficiais preocupavam-se que a instituição estava focada nas atividades policiais, como a garantia da lei e da ordem (GLO), no apoio em desastres naturais e na construção de pontes e estradas em detrimento da capacidade de dissuadir ou vencer um conflito armado. De 2010 a 2018 as Forças Armadas participaram de mais de 40 operações de GLO.
A ascensão econômica e diplomática do Brasil eram premissas dos planejadores militares. Consta no PROFORÇA que o “o Brasil avança a passos seguros para tornar-se uma das cinco maiores economias do mundo na próxima década. Há sólidos fundamentos que distinguem nosso país como importante ator global nessa nova ordem internacional multipolar. Por conseguinte, o Brasil será desafiado, em sua capacidade, por uma ampla gama de compromissos em sincronia com novas e complexas ameaças”. Conforme o PTEx, “a própria condição de Exército de um país que ascende ao patamar de ator global, e que consolida sua liderança na América do Sul, impõe a adoção de sistemas de armas com elevado valor tecnológico”.

### Diagnóstico interno

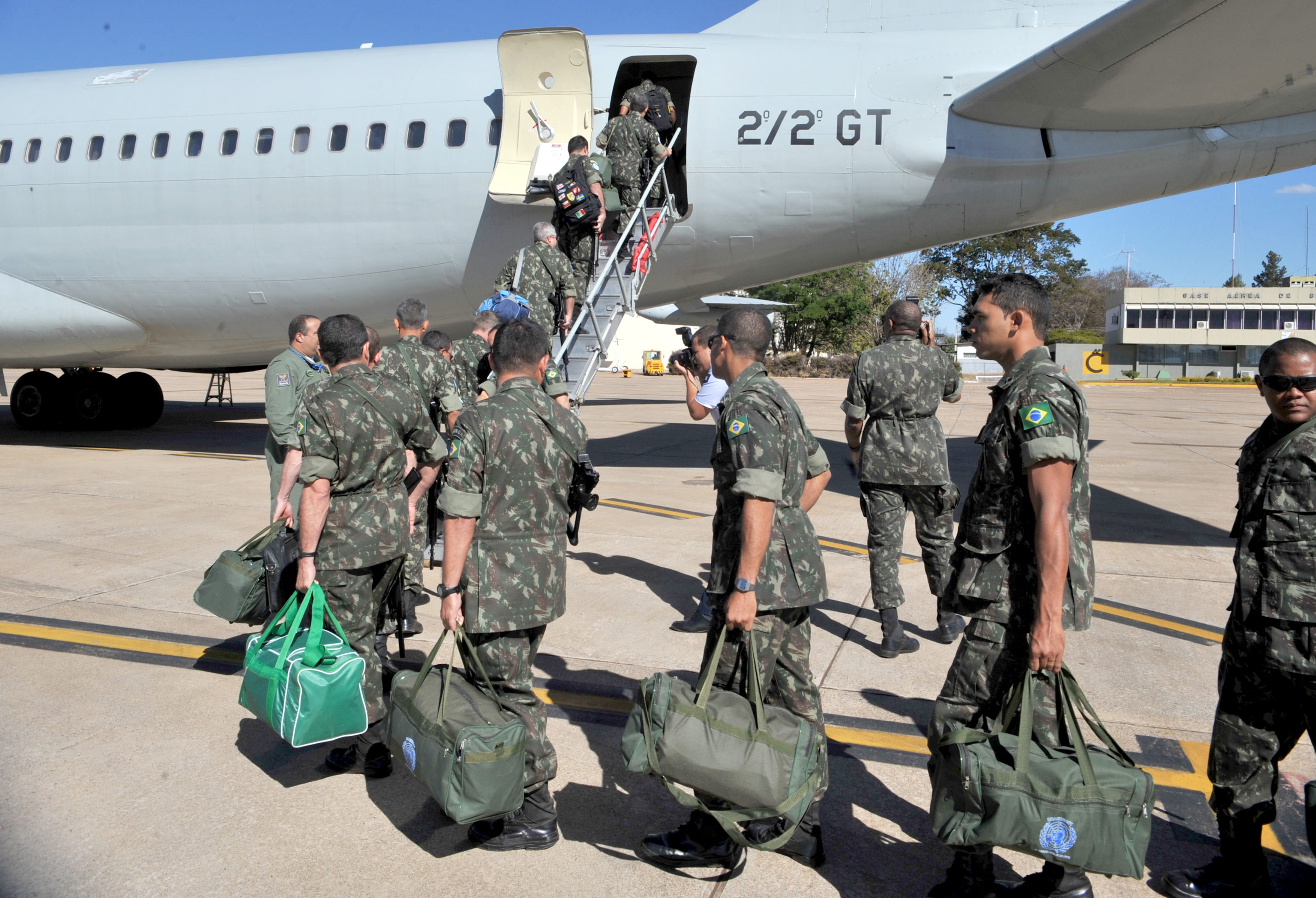
Embarque de soldados brasileiros para o Haiti

A necessidade de reformas profundas na estrutura militar era consenso dentro do Exército na década de 2000. O diagnóstico da instituição a respeito de suas próprias capacidades foi explicitado nos documentos do Processo de Transformação, numa entrevista do general Eduardo Villas Bôas, entrevistas de outros 21 militares envolvidos no processo e declarações de militares à imprensa em 2012, quando a situação era pouco diferente de 2008. O discurso oficial quebrou o silêncio sobre as lacunas de capacidade bélica, embora nem todos os documentos tenham sido explícitos.
A “gota d'água” para o processo, que já era debatido nos anos anteriores, foi o terremoto no Haiti em 2010 e o subsequente pedido de mais um batalhão brasileiro para integrar a Missão das Nações Unidas para a estabilização no Haiti (MINUSTAH). 147 unidades do Exército Brasileiro tiveram que ceder efetivos para formar o batalhão, que levou três semanas para atender o pedido. A demora seria ainda maior se já não houvesse experiência com as missões no exterior. Conforme o PTEx, “se for necessária a projeção de poder de combate de caráter convencional nossas deficiências mostrar-se-iam ainda mais sérias no que se refere à capacitação do pessoal, à desatualização doutrinária, à ineficiência dos sistemas operacionais e à situação de obsolescência, sucateamento e insuficiência de equipamentos e suprimento”. Referências a um Exército anacrônico e tecnologicamente defasado, que ainda tinha uma mentalidade de Segunda Guerra Mundial, são recorrentes em depoimentos. Um oficial declarou que até o governo federal reconhecia o estado de sucateamento da força. Nos Estados Unidos, uma publicação do Institute for National Strategic Studies chamou o Exército Brasileiro de “museu militar vivo”, que operava veículos da Guerra da Coreia e equipamentos descartados pelos americanos após a Guerra do Vietnã.
Desde 2004, somente 9 a 10% do orçamento era disponível para custeio e investimentos, com o restante ocupado no pessoal. Os sistemas de guerra eletrônica, artilharia e blindados eram de gerações passadas. Os estoques de munição, especialmente para pistolas e fuzis, eram os mínimos necessários para a instrução, e em 2012 mais de 120 mil fuzis FN FAL tinham mais de 30 anos de uso. Faltavam meios de transporte nas bases, e mais de 87% dos equipamentos de comunicação não podiam ser usados. Um relatório do Ministério da Defesa em 2011 apontou que metade dos helicópteros e 40% dos blindados estavam indisponíveis. Generais que serviam no Estado-Maior do Exército (EME) e Órgãos de Direção Setorial (ODS) consideram que a estrutura de comando facilita a tomada de decisão, mas entre oficiais em níveis inferiores, não havia consenso.
Segundo o PTEx, o Exército havia deixado de ser referência no planejamento estratégico, gestão, ciência e tecnologia, telecomunicações, engenharia, treinamento físico, música e outras áreas. A constante estiagem orçamentária arriscava deixar o Exército num processo de entropia, no qual os poucos recursos seriam gastos na sobrevivência da instituição, sem produzir os resultados para os quais é destinado.

## Formulação

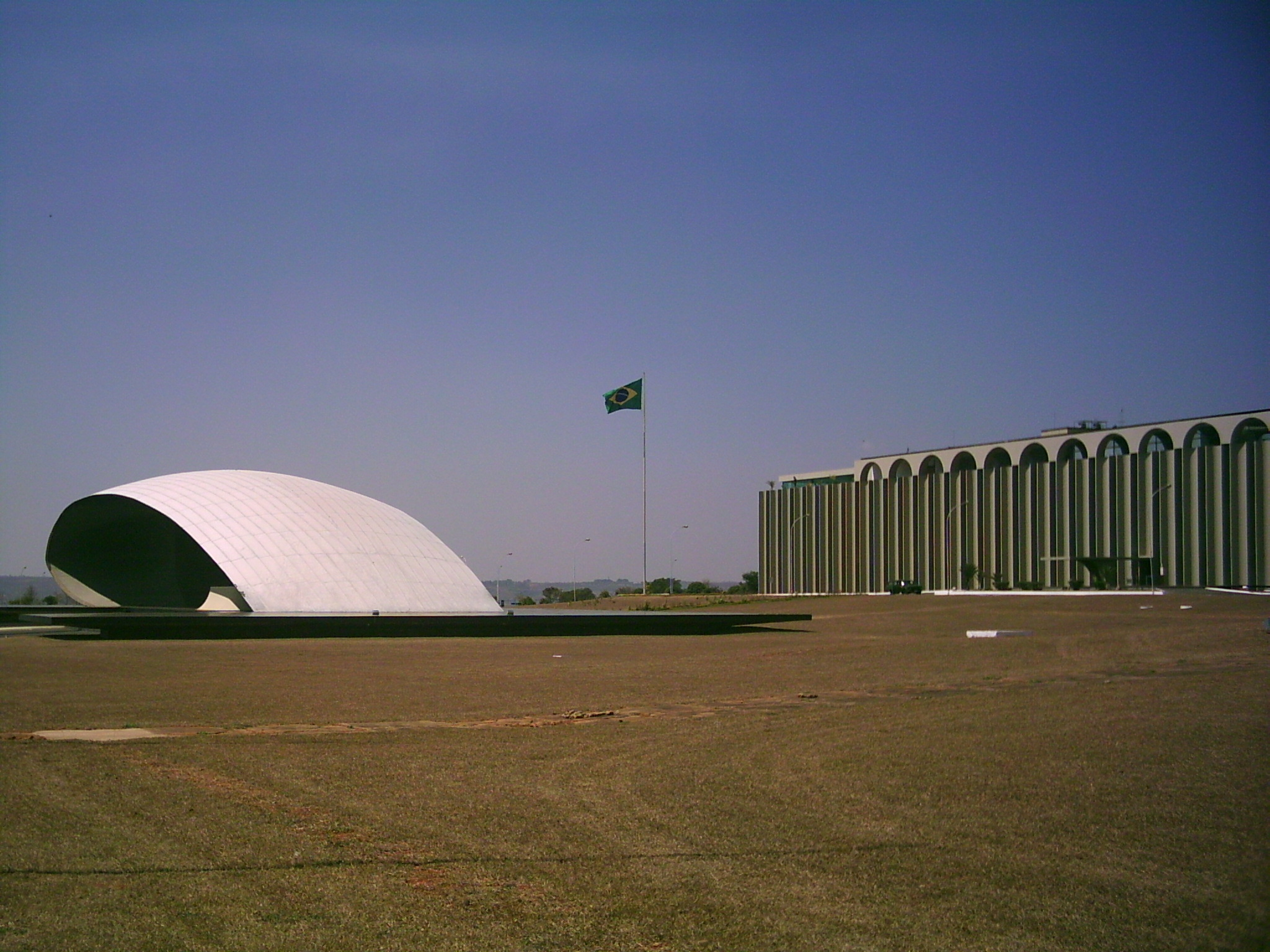
QG do Exército em Brasília

A primeira edição da END determinou que as três Forças Armadas submeteriam Planos de Equipamento e Articulação ao Ministério da Defesa até 30 de junho de 2009. O Plano de Articulação e Equipamento do Exército (PAEB) foi apresentado num documento denominado “Estratégia Braço Forte” (EBF). Designando os recursos e priorização ao longo do tempo, a EBF era estruturada em dois planos, quatro programas, 129 ações estratégicas e 824 projetos. 2030 seria o marco temporal para o atendimento às demandas da END. 
Estudos adicionais concluíram que as modernizações da EBF não levavam em conta as restrições orçamentárias e nem seriam suficientes para a transformação institucional desejada. Para o Estado-Maior do Exército, “mesmo com todo o aporte de recursos solicitado, ainda teríamos um exército com doutrina, material e equipamentos da 2ª Guerra Mundial”.
Os estudos do EME produziram o documento do Processo de Transformação do Exército (PTEx), que designou sete “Vetores de Transformação” (Doutrina, Logística, Preparo & Emprego, Educação & Cultura, Gestão de Recursos Humanos, Gestão Corrente & Estratégica e de Ciência & Tecnologia). Conforme esse planejamento, o Processo é contínuo e orientado por um Projeto de Força (PROFORÇA). Elaborado com base na Estratégia Braço Forte, o PROFORÇA é a base final do Processo de Transformação e determina as ações estratégicas a ser tomadas. Ele estabelece diretrizes para os VTs, integrando-se à metodologia do Sistema de Planejamento do Exército (SIPLEx). Em 2013 foi publicada a Concepção de Transformação, que “traduz” os marcos legais para a linguagem do Exército e é mais um documento do “que fazer” do que “como fazer”.
O PROFORÇA foi confeccionado após encontros temáticos, consultas a especialistas civis e militares, revisão bibliográfica em revistas científicas e militares, pesquisas de campo em países amigos e entrevistas com mais de oitenta generais. A nova estratégia incorporou conceitos do mundo empresarial, como a gestão estratégica. O gerenciamento dos programas estratégicos é baseado na metodologia PMBOK. A transformação de outros exércitos (o chileno e espanhol) serve de benchmark, e os conceitos de mudança militar do brigadeiro chileno Jaime García Covarrubias [es] servem de base teórica. Observou-se também a transformação da Força Aérea Brasileira decorrente do “choque tecnológico” do Sistema de Vigilância da Amazônia.
O Processo é institucionalizado, e não há um indivíduo específico que o conduza. Duas estruturas foram criadas dentro do Estado-Maior do Exército para atender ao Processo, a 7.ª Subchefia e o Escritório de Projetos do Exército (EPEx), sucessor da Assessoria Especial de Gestão e Projetos (AEGP, existente de 2010 a 2012). O EPEx é um Portfolio, Program, or Project Management Office (PMO), também conhecido como Escritório de Gerenciamento de Projetos (EGP). Ele centraliza fisicamente os gerentes e staff dos projetos e define suas métricas, ferramentas de apoio e auditorias internas. O EME efetivou-se como o Órgão de Direção Geral da instituição, centralizando recursos e sua distribuição. Significativas mudanças ocorreram na gestão orçamentário-financeira na tentativa de angariar recursos extraorçamentários e otimizar os recursos.
Os dirigentes políticos foram pouco sensibilizados pelo Processo de Transformação, que ocorreu de forma endógena. A mudança militar foi identificada, planejada e conduzida a sós pelo próprio Exército. Apesar do novo marco legal do MD e da “concorrência” com os projetos da Marinha e Força Aérea, o diagnóstico foi interno e autônomo, sem coordenação com o MD e as demais Forças.

## Propostas

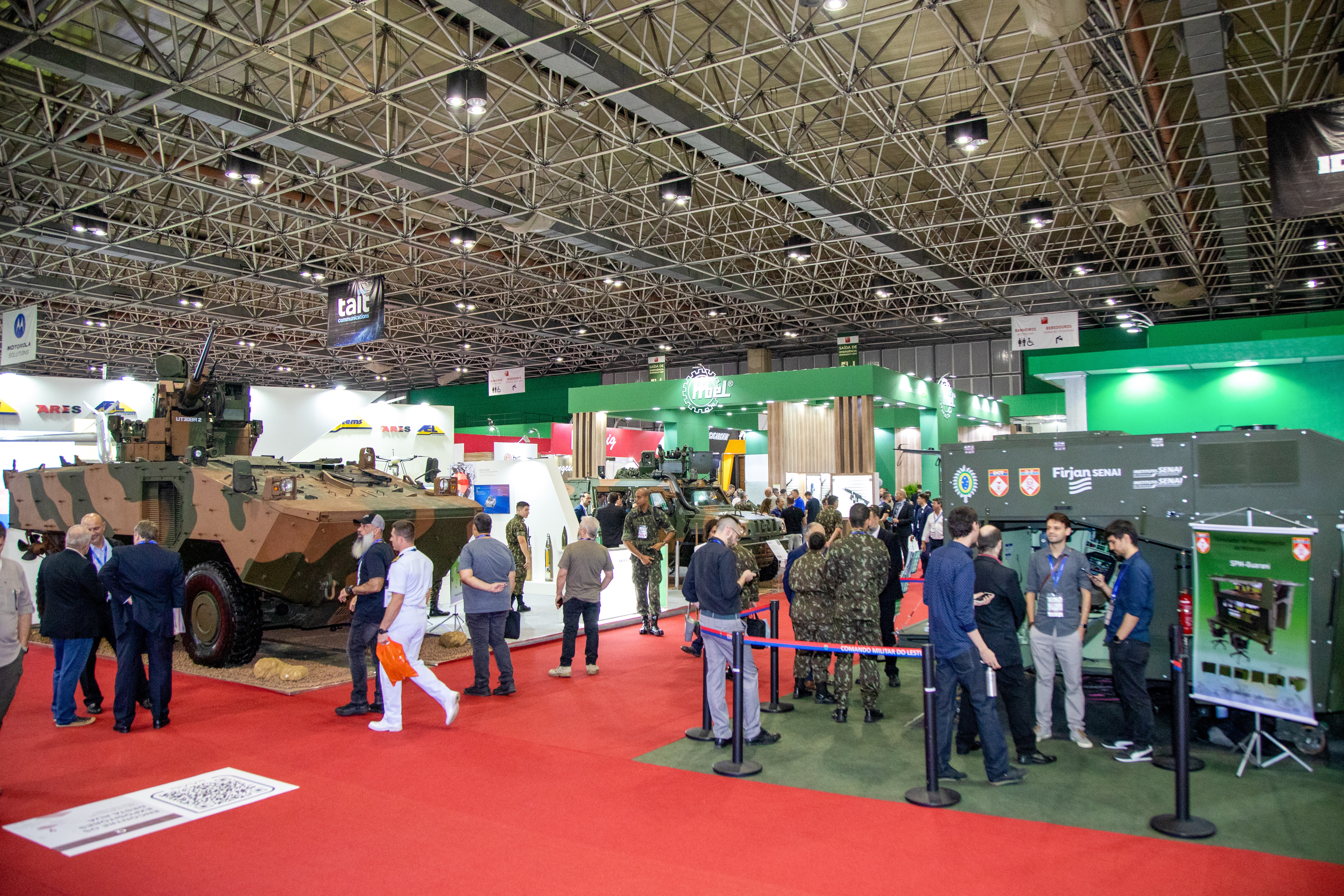
Exposição de novos equipamentos do Exército na LAAD

O Processo de Transformação objetiva levar o Exército da Era Industrial à Era do Conhecimento, definindo novas doutrinas, reaparelhando o equipamento, diminuindo a defasagem em relação aos outros exércitos mudando a imagem da instituição na sociedade e no meio acadêmico e favorecendo a Base Industrial de Defesa. Os produtos brasileiros têm prioridade nas aquisições para os projetos.
O Exército poderá entrar num campo de batalha de limites indefinidos, inimigos difíceis de identificar e múltiplas dimensões, como a cibernética. As operações dariam maior autonomia de decisão ao nível tático. As tendências globais seriam a ausência de batalhas decisivas, resposta militar proporcional e menor frequência do emprego em massa de blindados. Essas premissas eram contrárias às da Doutrina Delta, que foi revogada em 2014. A nova doutrina tinha dois conceitos centrais, as operações em amplo espectro e o planejamento baseado em capacidades. Novos manuais foram redigidos, buscando um alinhamento com a doutrina conjunta do Ministério da Defesa.
O horizonte temporal do PROFORÇA era 2030, com metas intermediárias em 2015 e 2022. Em 2016, definiam-se fases de preparação (até 2015, já concluída), coexistência (2016–2022) e consolidação (2023–2035), resultando na “Força Terrestre 2035”. A promessa oficial foi de que “até 2022, o Processo de Transformação do Exército chegará a uma nova doutrina – com o emprego de produtos de Defesa tecnologicamente avançados, profissionais altamente capacitados e motivados”. Uma das diretrizes do comandante do Exército para 2023–2026 foi de “dar continuidade ao processo de Transformação do EB no horizonte de 2040”.
O PROFORÇA ressalta que, apesar das “ações transformadoras”, os valores e identidade do Exército são imutáveis e devem ser transmitidos às próximas “gerações verde-oliva”, sob o lema “o Exército de sempre, uma nova força”. Além disso, o Exército recusou-se a diminuir o efetivo, abolir o serviço militar obrigatório ou sacrificar a presença em todo o território em favor da plenitude operacional, como outros exércitos estudados na elaboração do Processo de Transformação.
Algumas análises concluem que a mudança planejada, conforme a base teórica de Covarrubias, não seria uma transformação, mas uma modernização, que é um conceito mais limitado. Para Covarrubias, a transformação “é o desenvolvimento de novas capacidades para cumprir novas missões ou desempenhar novas funções de combate”, e “implica numa mudança muito mais radical já que envolve mudanças nas missões e tem um alcance não somente técnico, mas também político”. A modernização limita-se à “otimização das capacidades para cumprir a missão de uma melhor forma”.
Segundo o coronel Jacintho Maia Neto, as mudanças até 2015 foram incrementais, sem quebras de paradigma, e a alta administração ainda buscava consenso. Para o tenente coronel Fernando Augusto Valentini da Silva, as “novas capacidades”, à exceção da defesa cibernética, eram as capacidades que o Exército já deveria ter, mas admitia tacitamente como vulnerabilidades. O Processo de Transformação seria principalmente uma melhora de capacidades existentes. Também não há mudança nas missões do Brasil. Em 2022, o coronel Fernando Velôzo Gomes Pedrosa avaliou que “o documento [PTEx] e as iniciativas decorrentes perderam-se em discursos tecnicistas”.

## Portfólio Estratégico

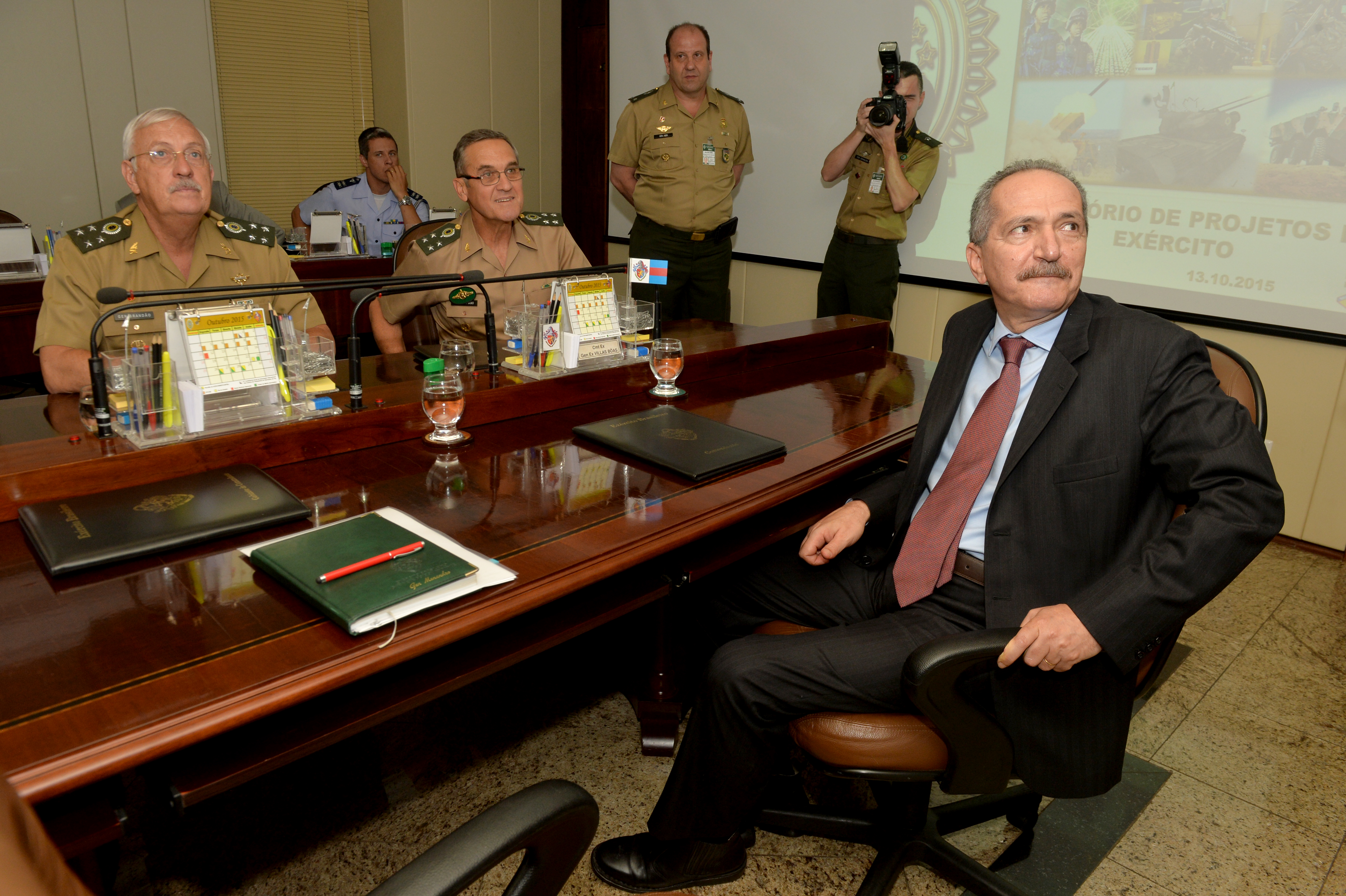
Apresentação de projetos estratégicos ao ministro da Defesa Aldo Rebelo em 2015

O PROFORÇA definiu indicadores, estratégias e capacidades que deveriam ser alcançadas. As capacidades seriam atendidas por uma série de Projetos Estratégicos do Exército (PEEs), diretamente ligados às demandas da END. Esses projetos revisaram o planejamento original da EBF, e alguns já existiam antes do debate do Processo de Transformação. Pelo depoimento de um oficial, os projetos “vão contribuir muito com o processo de transformação, mas nós não fizemos eles pensando na transformação. Eles surgiram por oportunidade, principalmente os de Artilharia e o SISFRON, então o que se buscou foi oportunidade e aí dentro dessa oportunidade se embarcou a transformação dentro deles”.
A prioridade de investimento era os PEEs, pois eles seriam os “indutores do Processo de Transformação”, abrangendo grande parte das capacidades de DOAMEPI (doutrina, organização, adestramento, material, emprego, pessoal e instrução). Outros projetos, os “estruturantes”, abrangiam apenas uma capacidade. Havia originalmente sete projetos indutores e onze estruturantes. Os projetos eram reunidos em cinco macroprojetos: Força Terrestre 2035 (que reunia seis dos sete PEEs), Obtenção da Capacidade Operacional Plena, Projetos estruturantes, Sentinela da Pátria e Amazônia Protegida.
Em 2017 os Projetos Estratégicos foram transformados em Programas Estratégicos, seus escopos foram reavaliados e alguns foram transferidos do EPEx aos Órgãos de Direção Setorial. Os programas foram todos reunidos em três subportfólios (Dimensão Humana, Geração de Força e Defesa da Sociedade), que compõem o Portfólio Estratégico do Exército.

### Financiamento e prazos

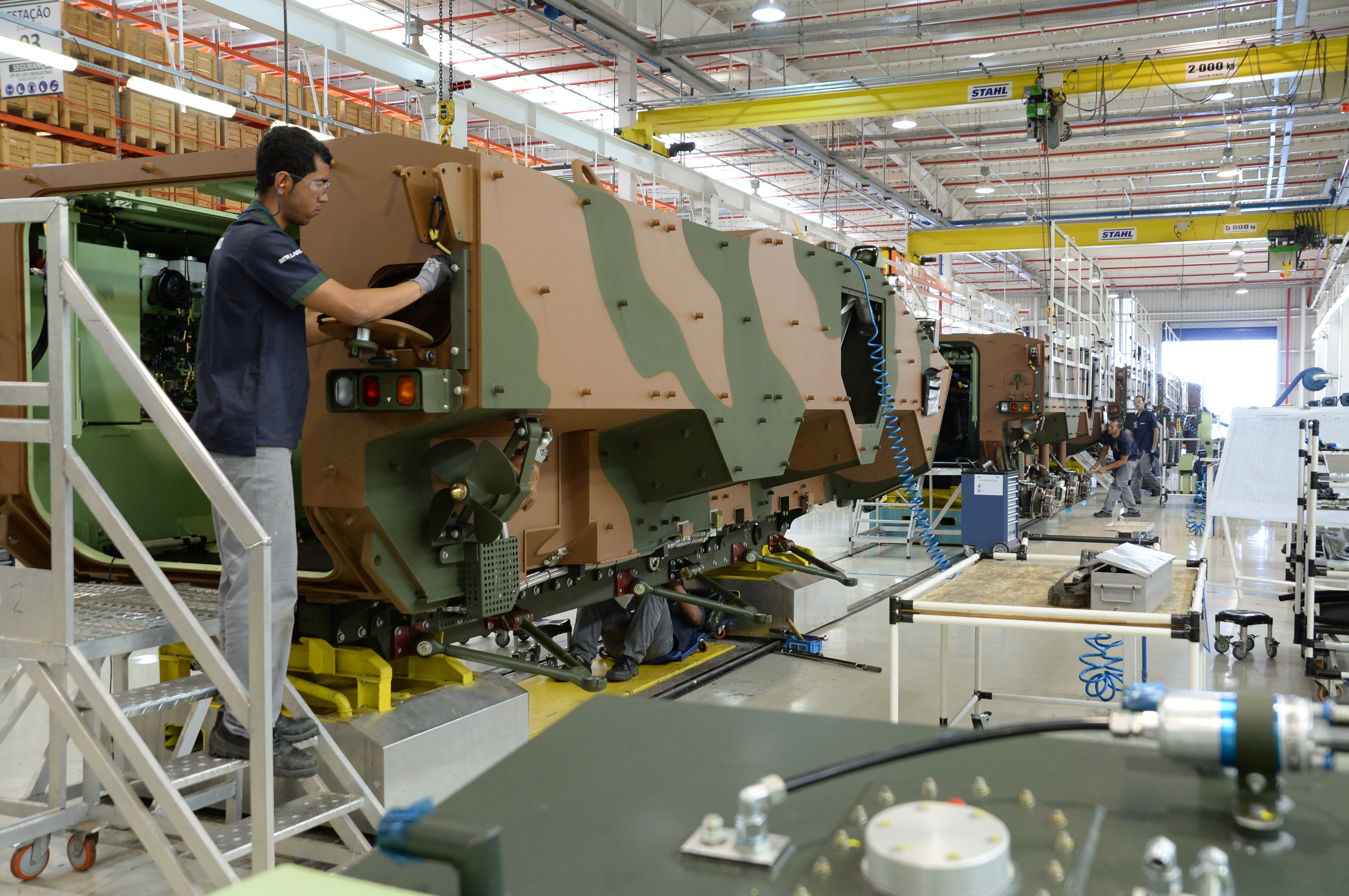
Linha de produção da Iveco para o projeto Guarani em Sete Lagoas, Minas Gerais

Os investimentos ambiciosos nos projetos estratégicos são uma herança da economia favorável dos anos 2000, quando a END foi introduzida. Os sete PEEs originais começaram no triênio 2010–2012, com previsão de término em 2022–2023, à exceção dos projetos PROTEGER (2031) e Guarani (2034), a um valor global estimado em R$ 60.415.900.000,00 em 2012. Eles foram incluídos numa nova edição do PAEB, que é um componente do Plano de Articulação e Equipamento de Defesa (PAED). Em 2012, na gestão do ministro da Defesa Nelson Jobim, o PAED recebeu muitos recursos e chegou a ser incluído no Programa de Aceleração do Crescimento (PAC). Os investimentos abrangiam também a Marinha, com novos submarinos e navios, e a Força Aérea, com o Projeto FX-2. Em abril de 2012 o ministro Celso Amorim declarou ao Senado que os gastos militares, então equivalentes a 1,5% do Produto Interno Bruto, deveriam estar na média dos BRIC, que era de 2,4%. O International Institute for Strategic Studies (IISS) duvidou do futuro dessas ambições, pois a desaceleração da economia e a falta de uma ameaça estratégica convencional na região dificultariam que a defesa se tornasse uma prioridade.
As dotações orçamentárias para o macroprojeto Força Terrestre 2035, de 2012 a 2019, não demonstram estabilidade, regularidade e previsibilidade na destinação de recursos ao setor de defesa. O governo criou obrigações com muitos terceiros, empenhando recursos, mas em média só 37% das despesas anuais foram liquidadas, isto é, os serviços foram prestados ou os produtos foram entregues. O pagamento e liquidação foram sendo adiados a anos seguintes. Os maiores empenhos mensais foram sempre nos últimos meses do ano. De 2012 a 2018, em todos os anos os PEEs receberam menos recursos financeiros do que o planejado pela alta administração do Exército. Os projetos tiveram dotações orçamentárias crescentes até 2016, quando houve uma grande queda. O EPEx reconhece seis riscos à sociedade nos atrasos ao cumprimento do Portfólio Estratégico: “frustração das expectativas da sociedade, redução na capacidade de proteger ativos de informação contra ameaças cibernéticas, não cumprimento de compromissos contratuais, perda de confiabilidade da Base Industrial de Defesa, atraso no desenvolvimento e disponibilização de tecnologias de uso dual, e elevação progressiva dos custos dos programas”.

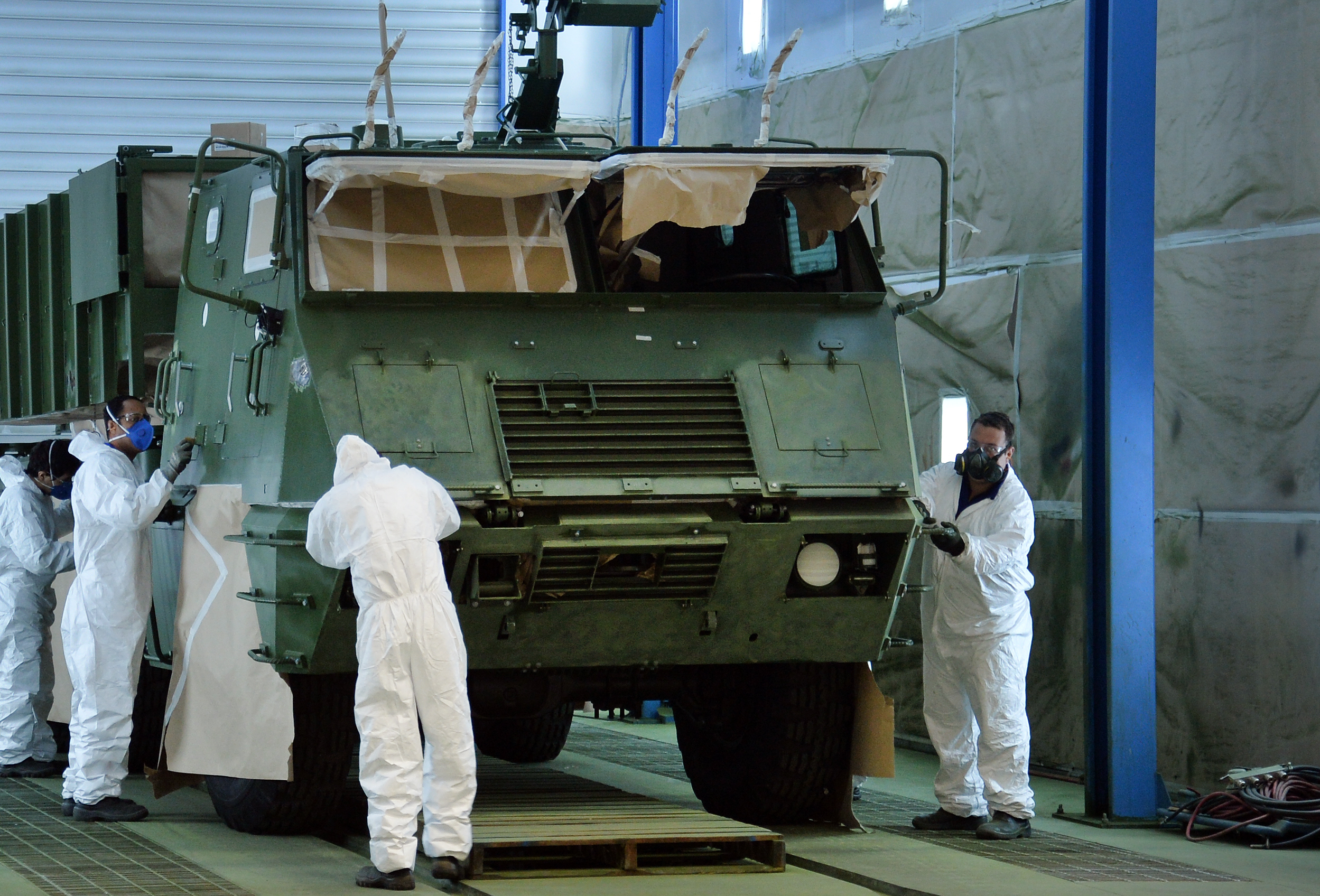
Linha de produção da Avibras para o projeto ASTROS 2020 em São José dos Campos, São Paulo

Os projetos considerados estratégicos não foram poupados das flutuações do orçamento. Foram justamente os investimentos que suportaram o peso dos cortes na defesa, pois eles não foram politicamente delicados de se cortar, ao contrário das despesas com o pessoal. De 2009 a 2019, acima de 80% das despesas orçamentárias do Exército foram com o pessoal e encargos sociais. A redução do quadro de militares de carreira e contratação de mais militares temporários não foram suficientes para atenuar o problema. A proporção de oficiais sobre praças já tendia a aumentar nas décadas anteriores, pesando na folha de pagamentos, e houve uma expansão do pessoal nos períodos de crescimento econômico.
Os gastos militares brasileiros já diminuíam desde 2014, acompanhando a tendência do setor público em meio à crise econômica iniciada naquele ano. Contingenciamentos foram recorrentes nos anos seguintes, e o teto de gastos criado em 2016 limitou os investimentos futuros na defesa. 2017 representou uma recuperação parcial da dotação dos projetos. Em 2019 todos os Programas Estratégicos, exceto o Aviação, tiveram seus prazos adiados, alguns até 2039 ou 2040. Segundo o então ministro da Defesa Paulo Sérgio Nogueira de Oliveira, “só pode fazer duas coisas para cumprir os contratos: ou a gente muda o escopo dele, refaz e diminui o projeto, ou a gente alonga o prazo”, e “todo ano é uma briga orçamentária”.
O atraso na modernização das Forças Armadas continuava em 2023, mas o “Novo PAC”, anunciado em agosto daquele ano, prometeu R$ 6,7 bilhões aos programas estratégicos do Exército para o período de 2024–2027. Conforme o jornalista Roberto Caiafa, “o chamado Novo PAC nada mais é que uma revisão e confirmação dos investimentos alinhavados em contratos do Ministério da Defesa e das Três Forças”, e “apesar dos percalços da economia e do necessário reajuste após uma mudança de governo, conseguiram manter as entregas previstas em ritmo um tanto lento, mas acontecendo”.

### Subportfólio Defesa da Sociedade

#### Obtenção da Capacidade Operacional Plena

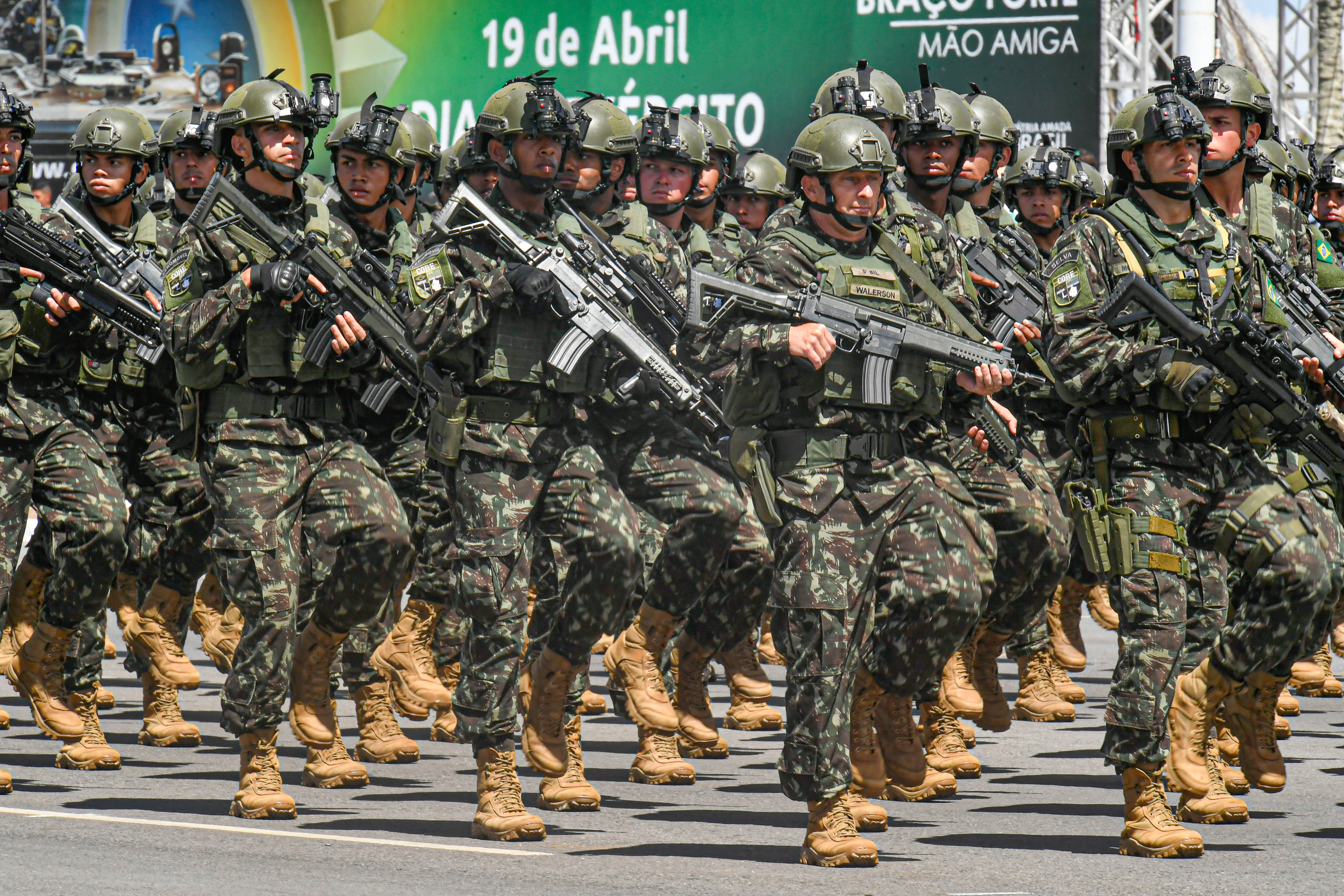
Infantaria com novos fuzis, capacetes e uniforme em 2022

O Prg EE Obtenção da Capacidade Operacional Plena (OCOP) origina-se do PEE Recuperação da Capacidade Operacional Plena (RECOP), criado em 2012, e objetiva a substituição de sistemas e materiais obsoletos ou próximos ao fim do ciclo de vida, sendo o único programa que abrange todo o Exército. Orçado em R$ 11.572.00,00, ele era inicialmente previsto para terminar em 2022. Em 2012 o G1 publicou que o “Exército planeja estar totalmente equipado em 10 anos”, citando o general Walmir Almada Schnaider Filho, para o qual o “ano de 2022 é considerado um marco temporal para nós. Pretendemos que o processo de recuperação termine até lá”. Em 2016 o projeto teve seu cronograma alongado até 2034, e o orçamento foi triplicado.
De 2012 a 2015 o projeto recebeu R$ 2 bilhões, dos quais R$ 1,5 bilhão foram gastos na compra de 8.500 viaturas não blindadas de diversos tipos. Segundo a 4.ª Subchefia do EME, a modernização da frota de veículos havia atingido 40% da meta. 90 blindados M-113 haviam sido recuperados no Parque Regional de Manutenção da 5.ª Região Militar, em Curitiba, Paraná, e outros 60 seriam terminados até julho daquele ano.
Faz parte deste projeto a substituição do FN FAL por um novo fuzil, o IMBEL IA2, de fabricação nacional. Projetava-se a aquisição de 140 mil ou 200 mil armas. Em dezembro de 2013 o Exército encomendou 20 mil unidades de calibre 5,56×45mm NATO da fábrica da IMBEL em Itajubá, Minas Gerais. Seis mil unidades foram adquiridas até março de 2015. Em setembro de 2021 a produção passou ao modelo de calibre 7,62×51mm NATO. Os novos fuzis fazem parte do Sistema Combatente Brasileiro (COBRA), juntamente com novos armamentos individuais e coletivos e materiais de proteção individual e comunicações. Os estudos que conduziram ao COBRA começaram em 2007, baseados no temor de um desnível de capacidades em relação a outros exércitos, e examinaram os programas Land Warrior [en], FÉLIN e Infanterist der Zukunft de modernização do equipamento de soldados.

#### Forças Blindadas

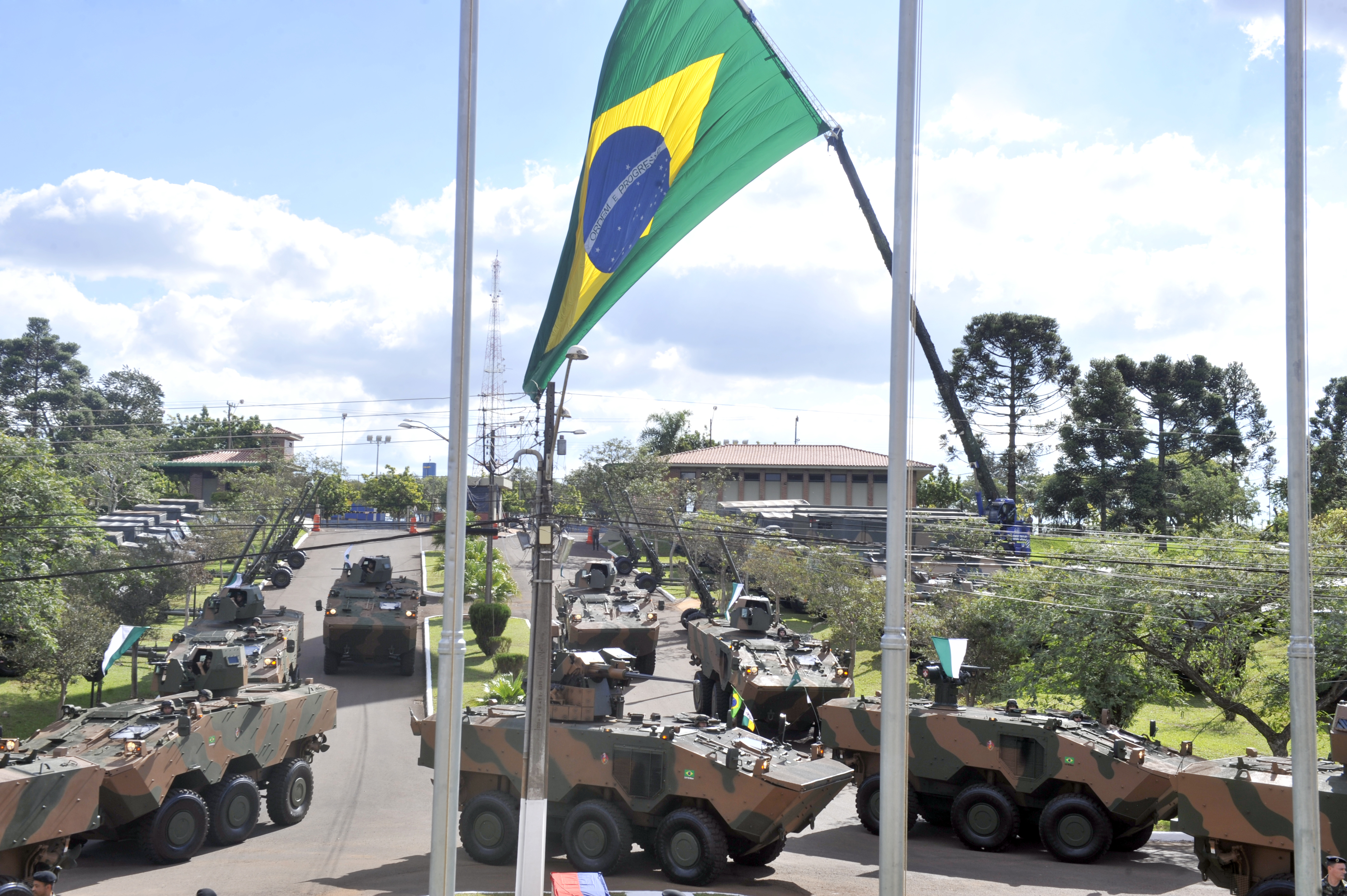
Introdução do VBTP-MR Guarani ao serviço ativo na 15.ª Brigada de Infantaria Mecanizada em 2014

O Programa Estratégico do Exército Forças Blindadas (Prg EE F Bld) surgiu em 2022 pela fusão do programa Guarani e do subprograma Forças Blindadas, que foi um dos componentes do programa OCOP. Com prazo até 31 de dezembro de 2040, ele abrange a aquisição ou modernização de blindados sobre rodas e sobre lagartas para a infantaria e cavalaria. O valor era estimado em R$ 30,585 bilhões em agosto de 2023, dos quais R$ 3,5 bilhões já haviam sido pagos.
O projeto/programa Guarani iniciou-se em 2007 para substituir os blindados EE-9 Cascavel e EE-11 Urutu, que até então eram a espinha dorsal da cavalaria mecanizada. O objetivo era uma Nova Família de Blindados Sobre Rodas (NFBR), com veículos leves de tração 4x4 e médios 6x6 e 8x8. No conceito original, um chassi único serviria a diversas variantes das viaturas médias: reconhecimento, transporte de pessoal, morteiro, socorro, engenharia, comando, etc. O que ficou decidido ao longo dos anos foi a substituição do Agrale Marruá (que não tem blindagem) pelo Iveco LMV (denominado VBMT LSR 4X4 Guaicurus), do EE-11 Urutu pelo 6x6 VBTP-MR Guarani e de parte dos EE-9 Cascavel pelo 8x8 Centauro II e a modernização de parte dos EE-9 Cascavel (98 veículos).
O VBTP-MR Guarani é fabricado pela empresa italiana Iveco em Sete Lagoas, Minas Gerais. Em 2009 o Exército encomendou 2 044 unidades, a ser entregues de 2012 a 2030, ao custo de R$ 6 bilhões. Em maio de 2016 a imprensa noticiou que o Exército poderia suspender os pagamentos à empresa dentro de três meses, o que suspenderia a produção. Em dezembro do mesmo ano a encomenda foi reduzida a 1 580 unidades, a ser entregues até 2035. A produção em 2019 estava num ritmo planejado de 120 unidades anuais até 2029, o que foi cortado pela metade. R$ 1,3 bilhões haviam sido gastos, restando R$ 10,8 bilhões a pagar. Em março de 2023, considerava-se mais um corte da quantidade total, baixando a 900 unidades. Ele não chegou a ocorrer, mas 150 unidades foram retiradas do pedido para aumentar a encomenda de Guaicurus.
O primeiro Iveco LMV/Guaicurus de um lote de 32 unidades foi entregue em 2021. Em agosto de 2023 o Exército anunciou sua intenção de reduzir em 150 unidades sua encomenda de Guaranis para adquirir mais 420 Guaicurus. 98 unidades do Centauro II foram adquiridas em 2022 por R$ 3,3 bilhões, desembolsados ao longo de 17 anos. Elas serão entregues de 2024 a 2037.
Além de mobiliar a cavalaria, a produção do VBTP-MR Guarani substitui os caminhões da infantaria motorizada, transformando-a na infantaria mecanizada. Em 2012 o Exército tinha nove brigadas de infantaria motorizada. Através do Guarani, foram convertidas a Brigadas de Infantaria Mecanizada a 15.ª Brigada de Infantaria Motorizada, de Cascavel, Paraná, em 2013, e a 11.ª Brigada de Infantaria Leve, de Campinas, São Paulo, em 2023.

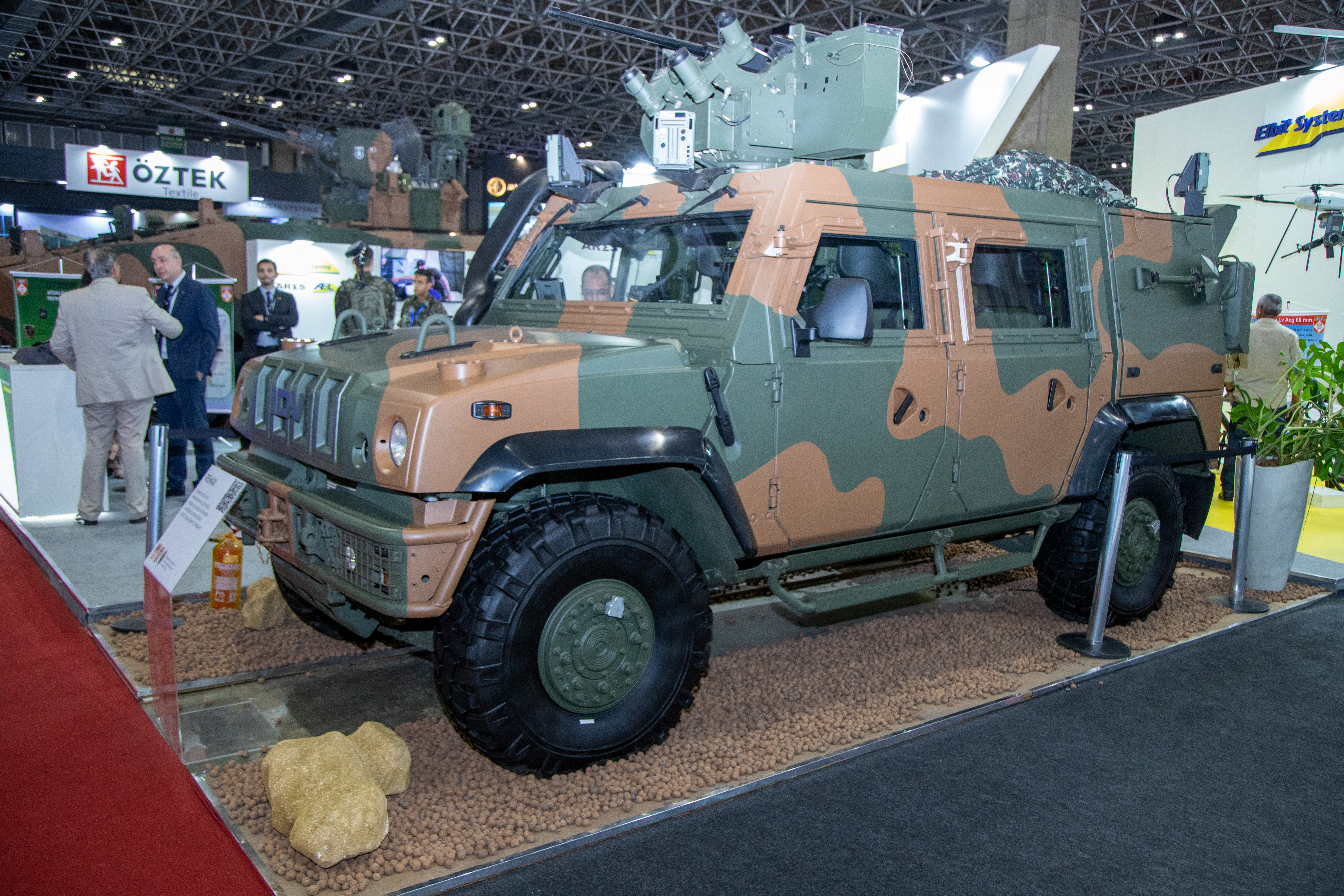
Iveco LMV, ou Guaicurus

No setor de veículos sobre lagartas, as diretrizes publicadas em 2023 previam a aquisição, até 2040, de 78 viaturas blindadas de combate de fuzileiros (VBC Fuz) e 65 carros de combate. A BAE Systems já trouxe ao Brasil o CV90 para demonstrações, e a Norinco pretende oferecer o VT-4 e VN20 [en] ao Exército Brasileiro. O Exército atualmente não opera uma VBC Fuz. O novo carro de combate seria o sucessor do Leopard 1A5, espinha dorsal das forças blindadas brasileiras, cujo contrato de manutenção expira em 2027. Enquanto sua substituição não for decidida, o plano era de modernizar 116 veículos (50% da frota), estendendo sua vida útil até 2037. O percentual foi mais tarde reduzido a 25%, até que, em setembro de 2023, a modernização foi postergada devido à falta de peças no mercado internacional, consequência da Guerra na Ucrânia. É possível, assim, que os Leopard sejam gradualmente canibalizados para manter em operação uma frota mínima.
Os planos para uma viatura blindada de combate obuseiro autopropulsado 155 mm sobre rodas (VBCOAP 155mm SR), traçados em 2016, passaram do OCOP ao Forças Blindadas em 2022. O objetivo é adquirir 36 unidades, o suficiente para mobiliar três baterias, de um novo modelo de obuseiro, com capacidade de usar munições especiais e com maiores precisão e alcance, dos atuais 20 para no mínimo trinta quilômetros. Em fevereiro de 2024 o Exército recebeu oito propostas de empresas estrangeiras: o CSD T5-52 Mk2, Elbit ATMOS [en], Nexter CAESAR, Excalibur International Zuzana 2 [en] e EVA [en], MKE Yavuz, Norinco SH-16 e Yugoimport Nora B-52 M21 [en]. O ATMOS foi escolhido em abril, beneficiando-se da estrutura da Elbit já presente no Brasil. Pelo cronograma traçado em 2023, as entregas seriam de 2025 a 2035, ao custo de quase R$ 900 milhões, com mais 15 a 20% gastos no treinamento e capacitação das tropas.

#### ASTROS 2020

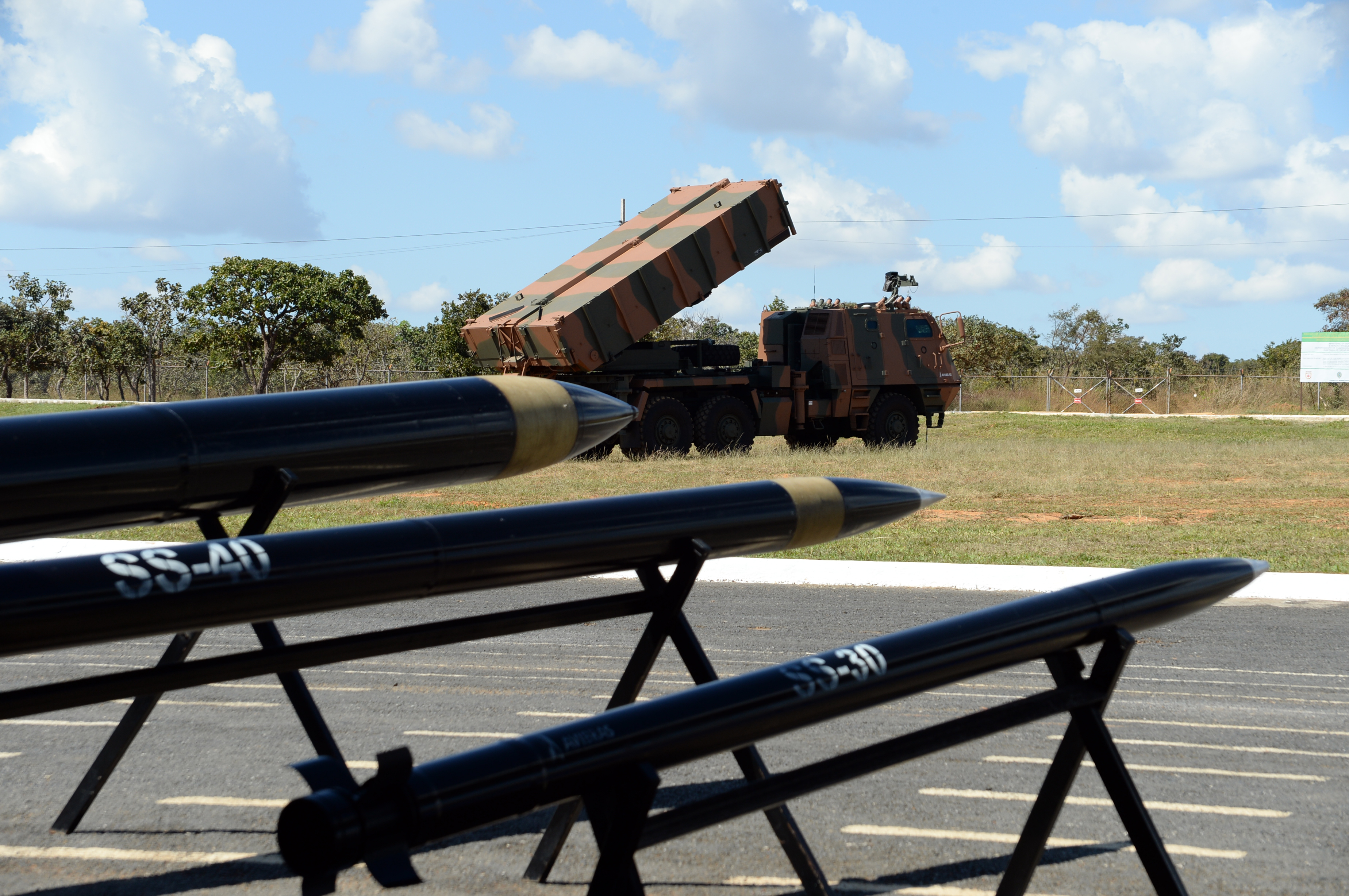
Lançador ASTROS 2020 e foguetes

O Prg EE ASTROS 2020, antigo PEE Sistema de Mísseis e Foguetes Astros 2020, objetiva uma artilharia de longo alcance e elevada precisão e letalidade. Ele é centrado nas plataformas do sistema Astros II, da empresa brasileira Avibras, modernizando os modelos mais antigos (MK2 e MK3) e expandindo a frota com o modelo MK6. No armamento, o programa contempla o desenvolvimento do foguete guiado SS-40 G e do míssil de cruzeiro MTC-300, com 300 quilômetros de alcance. Na organização, o programa centralizou as unidades de mísseis e foguetes no Forte Santa Bárbara, em Formosa, Goiás. A Artilharia Divisionária da 6.ª Divisão de Exército, em Porto Alegre, Rio Grande do Sul, foi transformada no Comando de Artilharia do Exército e transferida a Formosa em 2020.
O ASTROS 2020 era um dos sete projetos prioritários selecionados em 2012, com um orçamento então estimado em R$ 1,1 bilhão. Até meados de 2014, quando começaram as entregas, o Exército só tinha 38 Astros II não modernizados, com a previsão de chegar a 100 veículos até 2020. O Astros é a principal relação entre o Exército e a Avibras, empresa considerada símbolo da indústria bélica nacional. A Avibras endividou-se, pediu recuperação judicial em 2022 e os militares preocuparam-se com a capacidade de uma empresa em estado pré-falimentar concluir as entregas. O prazo final, que havia sido ajustado para 2027, em 2021, foi adiado para 2031 no ano seguinte.
Até junho de 2023 acumularam-se 83 Astros, das quais 44 eram Lançadores Múltiplos Universais (LMUs). 38 eram viaturas modernizadas e 45 eram novas viaturas MK6, de uma encomenda total de 50. Em agosto de 2023 já haviam sido gastos R$ 1,5 bilhão de um valor total estimado em R$ 2,4 bilhões. 80% das entregas foram realizadas até abril de 2024, na estimativa do chefe do EPEx, o general Rocha Lima. A Avibras devia R$ 60 milhões em encomendas ainda não entregues ao Exército. Sua possível venda ao grupo australiano DefendTex foi bem-recebida no Comando do Exército, para o qual ela poderia garantir a conclusão do projeto, apesar dos temores de desnacionalização de uma empresa estratégica.
Para o jornalista Roberto Lopes, o programa Astros, devido ao míssil de cruzeiro, é o “de maior valor para a construção, já na próxima década [2020], da Potência Regional Brasileira”. Somente 11 países do mundo têm essa capacidade, conforme o general Rocha Lima. O desenvolvimento do míssil começou em 2012, com previsão de entrega em 2018,  mas em dezembro de 2023 ele ainda estava em fase de testes. Em abril de 2024 ele permanecia como o maior projeto pendente da Avibras, segundo o chefe do EPEx.

#### Defesa Antiaérea

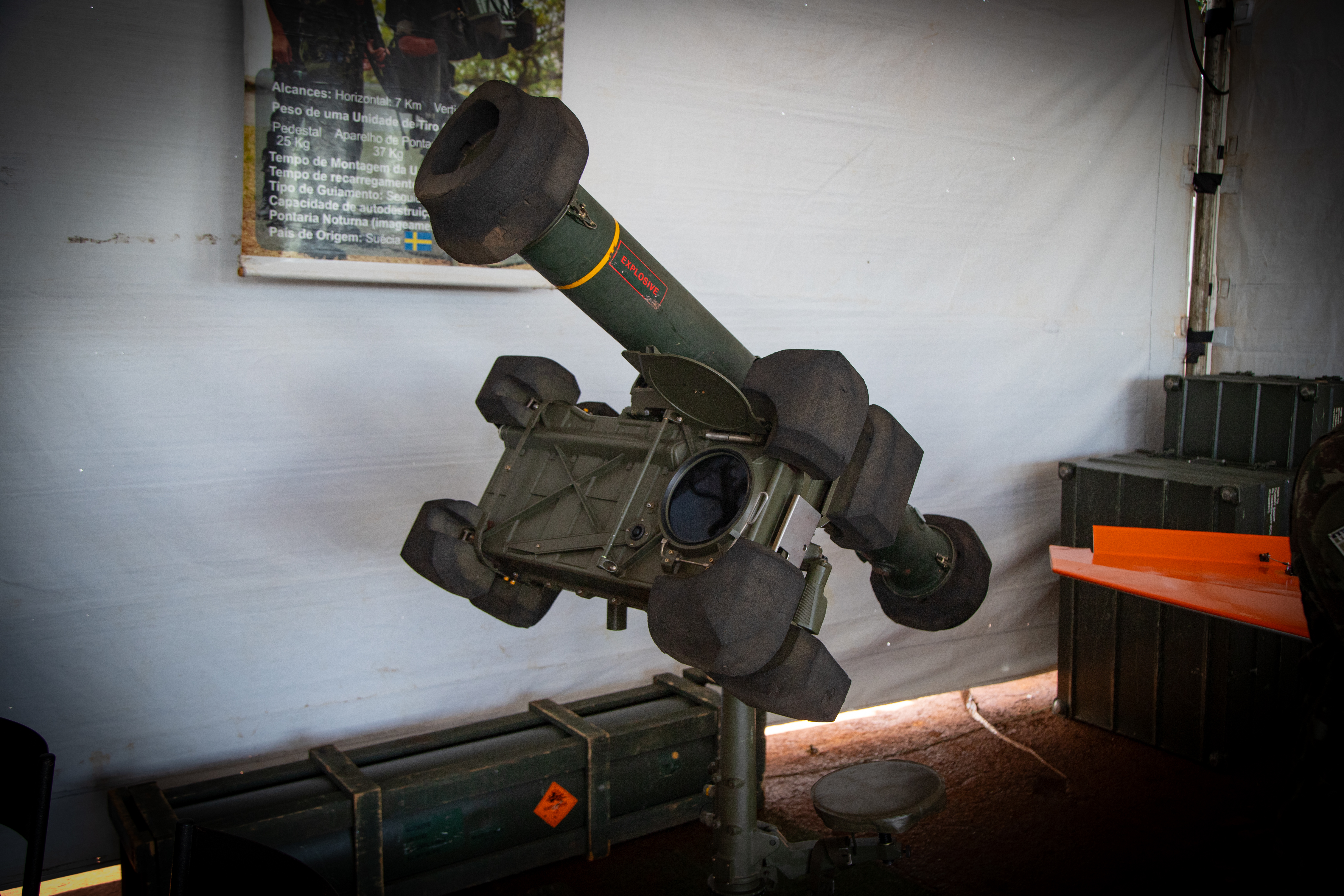
RBS 70 adquirido para a artilharia antiaérea

O Prg EE Defesa Antiaérea, antigo PEE Sistema de Defesa Antiaérea, objetiva reequipar a artilharia antiaérea do Exército, recuperando a capacidade de defesa em baixa altura e adquirindo a capacidade de combater alvos em média altura. Este setor foi reconhecido pelo Exército como um ponto fraco; em 2012, quando começou o projeto, a defesa de baixa altura era defasada e não havia defesa a média altura (3 a 15 quilômetros). O projeto duraria até 2023, ao custo de R$ 859,4 milhões, segundo o Livro Branco da Defesa Nacional de 2012, ou R$ 2,354 bilhões, pela informação do general Márcio Roland Heise. A proteção contra um ataque terrorista nos eventos internacionais daquela década, como a Copa do Mundo de 2014, reforçava a urgência do projeto.
Ao final da década o Exército tinha mísseis portáteis de curto alcance, uma plataforma de artilharia antiaérea autopropulsada, o Gepard, o Radar Saber e o Centro de Operações Antiaéreas (COAAe) Eletrônico de Seção integrado ao Shelter S788BR. Entretanto, as negociações com a Rússia para adquirir um sistema de média altura, o Pantsir-S1, foram infrutíferas. Em 2019 o prazo, que já havia sido estendido a 2030, foi postergado a 2038. O Exército foi designado como a força líder, em 2021, da aquisição de um “escudo antimísseis”, com defesas de média altura que serão usadas por todas as três Forças.

#### Aviação do Exército

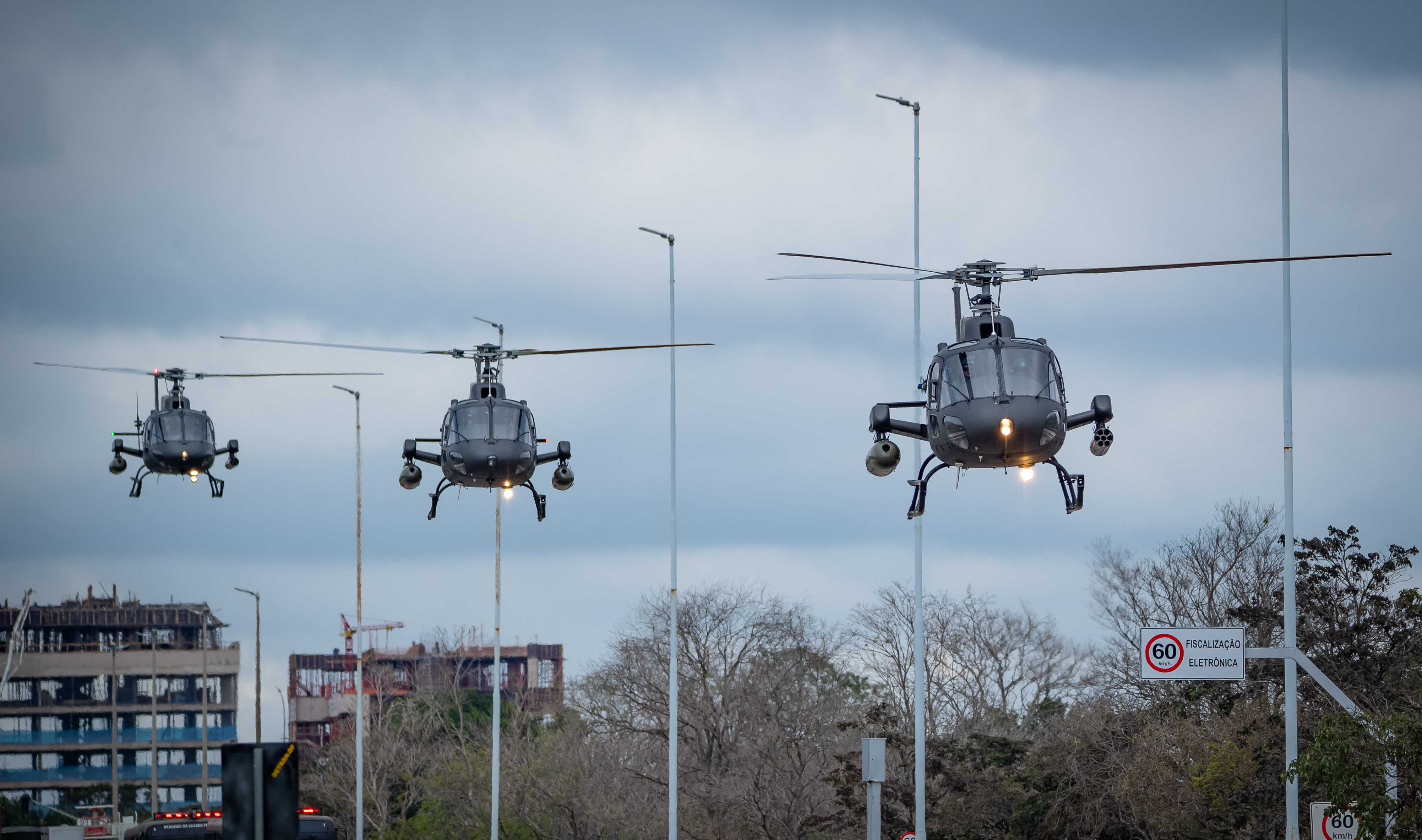
Helicópteros HA-1 Esquilo

O Prg EE Aviação do Exército, criado em 2017, abrange a compra ou modernização de aeronaves e sua infraestrutura, como simuladores de voo. Entre seus subprogramas/projetos estão a extensão da vida útil dos helicópteros HA-1 Esquilo e HM-1 Pantera e a aquisição de 12 helicópteros de ataque dedicados, 16 helicópteros de manobra em substituição aos antigos e 12 aviões de transporte. O valor era estimado em R$ 4,3 bilhões em agosto de 2023.
A extensão da vida útil do HA-1 Esquilo foi concluída em 2021, e 31 dos 34 HM-1 Panteras estavam prontos em novembro de 2023. Os novos equipamentos do “Sistema de Armamento Axial e de Imageamento para Helicópteros (SiAAIH) 24”, prometidos aos dois modelos de helicóptero, ainda não estavam definidos em dezembro de 2022. A substituição dos HM-2 Black Hawk e HM-3 Cougar por 12 a 16 novos helicópteros de manobra Black Hawk foi definida em 2023, com entregas a partir de 2025. O projeto de aviões de logística definiu a compra do Short C-23 Sherpa, que seria a primeira aeronave de asa fixa em serviço no Exército desde 1941, quando a antiga Aviação Militar foi absorvida pela FAB. A compra não foi adiante por oposição de militares da FAB e do Exército em 2020. Seus críticos consideraram aviões do Exército um desperdício quando faltavam recursos à aviação de transporte da FAB.

#### Sistema Integrado de Monitoramento de Fronteiras

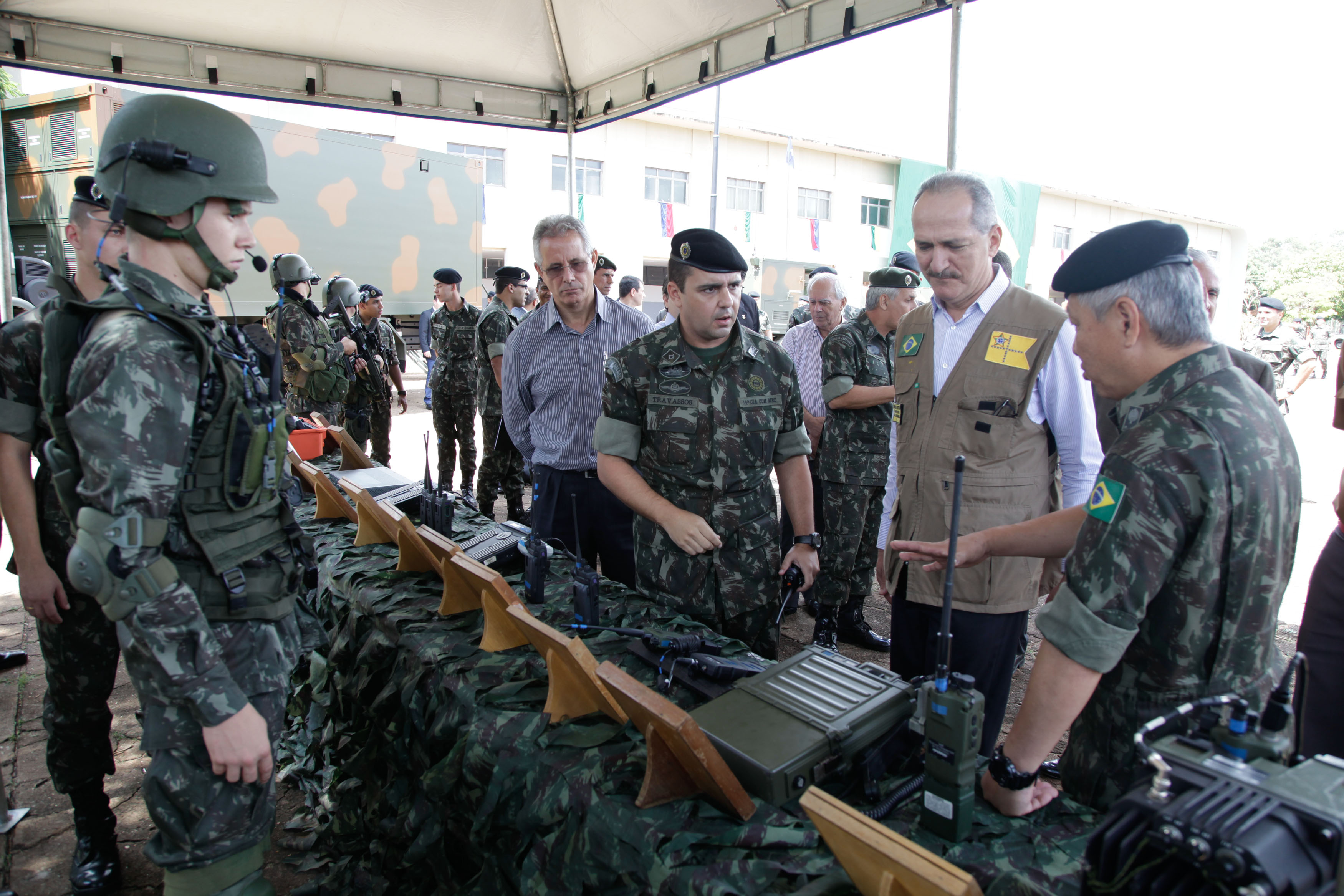
Equipamentos do SISFRON no Comando Militar do Oeste

O Prg EE Sistema Integrado de Monitoramento de Fronteiras (SISFRON), anteriormente um PEE de mesmo nome, é idealizado como um sistema de Comando e Controle, Comunicações, Computação, Inteligência, Vigilância e Reconhecimento (C4IVR) em todos os 16 886 quilômestros das fronteiras terrestres brasileiras, objetivando a inviolabilidade das fronteiras, repressão aos ilícitos transfronteiriços e interoperabilidade com agências brasileiras e estrangeiras. Ao assumir um papel na segurança pública, ele se sobrepõe às atribuições da Polícia Federal.
Por ser um projeto de grande escala e longo prazo, de valor estimado em R$ 12 bilhões no seu projeto básico, o SISFRON é representativo da vulnerabilidade dos programas estratégicos aos cortes de investimentos. Inicialmente previsto para ser concluído em 2012–2022, seu ritmo atrasado adiou a meta para 2035. A primeira parte, em Mato Grosso e Mato Grosso do Sul, começou a ser implementada em 2012, e em 2022 o sistema foi expandido para o Paraná, Santa Catarina e Amazonas. Até agosto de 2023, R$ 2,5 bilhões haviam sido gastos.

#### Proteção da Sociedade

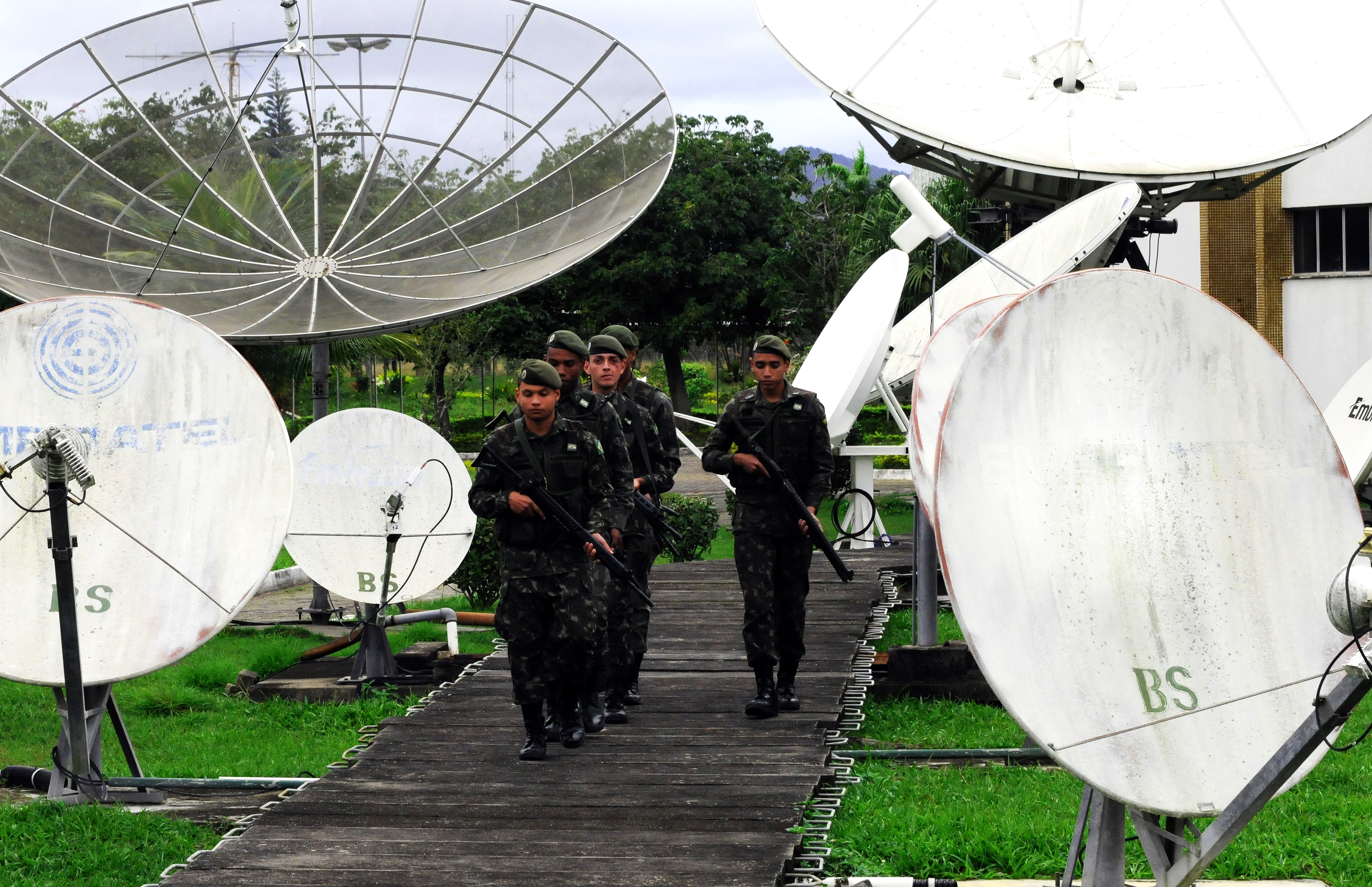
Defesa de estruturas estratégicas

O Programa Estratégico do Exército Proteção da Sociedade (Prg EE PROTEGER) era conhecido como Projeto Sistema Integrado de Proteção de Estrutura Estratégicas Terrestres (PEE PROTEGER) até 2018. O projeto originalmente previa a segurança e prevenção de incidentes em estruturas estratégicas como hidrelétricas, usinas nucleares, indústrias e centros financeiros e de telecomunicações, contando com o apoio de órgãos estaduais. Mais de seis mil infraestruturas estratégicas foram identificadas pelo país, das quais 364 foram consideradas críticas. O projeto piloto seria um centro de ação conjunta com a polícia, bombeiros e defesa civil na Usina de Itaipu. Em 2012 o PROTEGER tinha um orçamento previsto em R$ 9,6 bilhões. Após a renomeação, seus objetivos também incluem ampliar as capacidades de realizar operações de Garantia da Lei e da Ordem, Garantia da Votação e Apuração (GVA), segurança em grandes eventos, contraterrorismo, apoio à defesa civil e defesa química, biológica, radiológica e nuclear.

#### LUCERNA
Criado em 2014, o projeto e depois programa LUCERNA aborda o Sistema de Inteligência do Exército (SIEx), investindo na modernização de sua Tecnologia da Informação e Comunicações (TIC), no ensino da inteligência militar e das estruturas de obtenção e análise da inteligência.

#### Defesa Cibernética

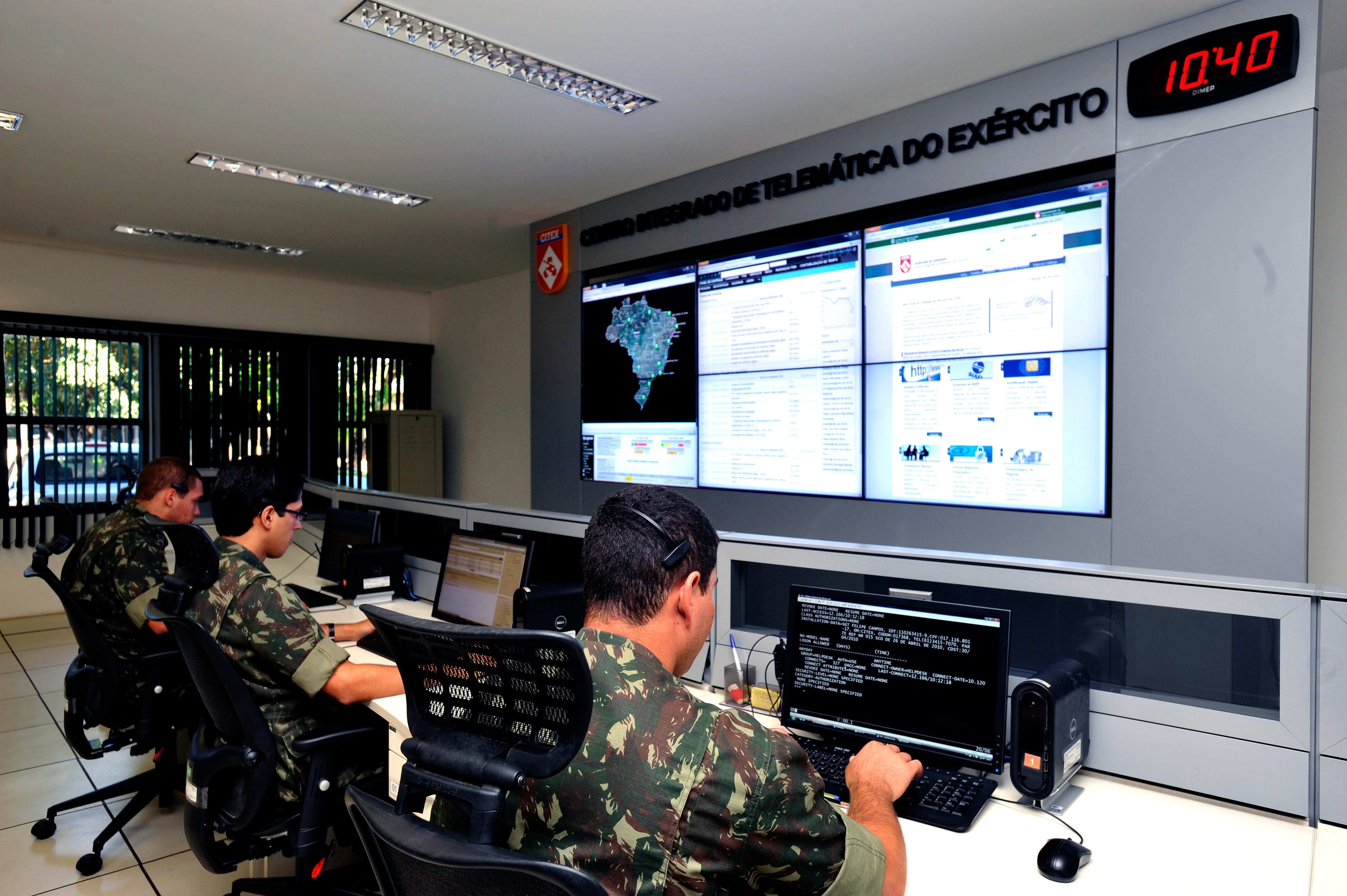
Defesa cibernética no Exército

O Prg EE Defesa Cibernética, antigo PEE de mesmo nome, objetiva a “criação da capacidade cibernética no Exército”. Para o tenente coronel Valentini, este foi o único dos sete PEEs existentes em 2012 que realmente acrescentou uma nova capacidade em vez de melhorar capacidades existentes. A END de 2008 já havia elencado três setores estratégicos, o cibernético, nuclear e espacial, designando-os, respectivamente, para o Exército, Marinha e Força Aérea.
Em resposta, o Exército criou em 2010 o Centro de Defesa Cibernética (CDCiber) em Brasília. Vários ataques cibernéticos audaciosos ocorriam no período. Em junho de 2011, por exemplo, os hackers da “Fatal Error Crew” divulgaram dados pessoais de mil militares. Em fevereiro de 2012 o general Antonino Santos Guerra, autoridade máxima de defesa cibernética nas Forças Armadas, confessou que o país tinha preparo mínimo contra um ataque semelhante. O centro foi insuficiente para impedir ataques a páginas do governo na conferência Rio+20. O setor foi expandido em 2014 com a criação do Comando de Defesa Cibernético (ComDCiber) e Escola Nacional de Defesa Cibernética (EnaDCiber), ambas pertencentes à estrutura do Exército, mas compostas de militares de todas as Forças Armadas. O horizonte temporal do projeto era em 2015, mais tarde adiado a 2023, e depois a 2039.
Seus seis projetos estruturantes focam na infraestrutura do CDCiber, nas capacidades e infraestruturas de proteção dos ativos de informação e sistemas corporativos do país, no preparo e emprego da força para a guerra cibernética, no apoio tecnológico e na inteligência e pesquisa cibernética. Como resultados do programa, atores de infraestrutura crítica como os setores bancário, elétrico e de telecomunicações participaram de exercícios de ataque simulado, e o Brasil participou do exercício internacional Locked Shields [en]. Entretanto, o investimento no programa cibernético é muito menor do que nos programas espacial e nuclear.

### Subportfólio Geração de Força

#### Sentinela da Pátria
O Prg EE Sentinela da Pátria compreende a “implantação, reorganização, adequação e aperfeiçoamento da estrutura das Organizações Militares (OM) da Força Terrestre, em todas as áreas estratégicas do Território Nacional”. Ele existe desde 2009 como parte do Plano de Articulação da Estratégia Braço Forte, que tratava da distribuição espacial do Exército. O plano tinha dois programas, o Amazônia Protegida, para o Comando Militar da Amazônia, e o Sentinela da Pátria, para os demais Comandos Militares de Área. O EPEx atualmente lista dois subprogramas/projetos atuais do Sentinela da Pátria, ambos voltados à “construção e adequação de instalações do Comando de Brigadas e suas Organizações Militares subordinadas”, abrangendo todo o país, incluindo a Amazônia.
A escala da reestruturação pretendida pelo Sentinela da Pátria e Amazônia Protegida era incerta, como avaliou em 2012 o IISS. Para o coronel Maia Neto, “não foi possível verificar em qual contexto essas alterações da estrutura organizacional estavam inseridas, seja no processo de transformação ou se tratavam de um rearranjo estrutural para atender às mudanças dos ambientes internos e externos”. A possível transferência da Brigada de Infantaria Paraquedista do Rio de Janeiro para Anápolis, Goiás, foi associada na imprensa a este projeto em 2009.
Em 2014 os comandos da 6.ª e 7.ª Divisões de Exército, respectivamente em Porto Alegre e Recife, foram desativados. Um artigo na revista Defence Studies interpretou estas medidas como um acompanhamento da tendência internacional ao “achatamento” das ordens de batalha, eliminação do escalão intermediário da divisão e fusão dos comandos administrativos e operacionais. Entretanto, no mesmo ano a 5.ª Divisão de Exército, até então unida à 5.ª Região Militar, recebeu um comando independente em Curitiba, e os comandos da 6.ª e 7.ª divisões foram reativados em 2020 e 2021, revertendo a decisão de 2014. Além das transformações de brigadas decorrentes dos programas Guarani e ASTROS 2020, já referidas, houve mudanças na organização nas forças na Amazônia. Em 2022 o sistema de divisões e brigadas permanecia essencialmente o mesmo planejado no final dos anos 1960.
A segmentação das forças por atividades-fim, de forma a otimizar recursos, têm sido anunciada desde 2011, quando o Exército foi dividido em forças de emprego estratégico, emprego geral e de fronteira; a categoria de fronteira desapareceu na Concepção Estratégica de 2017, sendo unificada à das forças de emprego geral. A Concepção Estratégica de 2023, por outro lado, definiu os “grupos de emprego” das forças de emprego estratégico, emprego geral e emprego imediato, “com vocação prioritária para o emprego na faixa de fronteira”. A segmentação de forças não é uma novidade do Processo de Transformação e já existia anteriormente com outros nomes, como as forças de cobertura/vigilância estratégica, Forças de Ação Rápida (FAR) e reservas gerais. O Plano Diretor de 1970 falava em forças de cobertura e vigilância estratégica, de defesa territorial e operacionais.

#### Amazônia Protegida

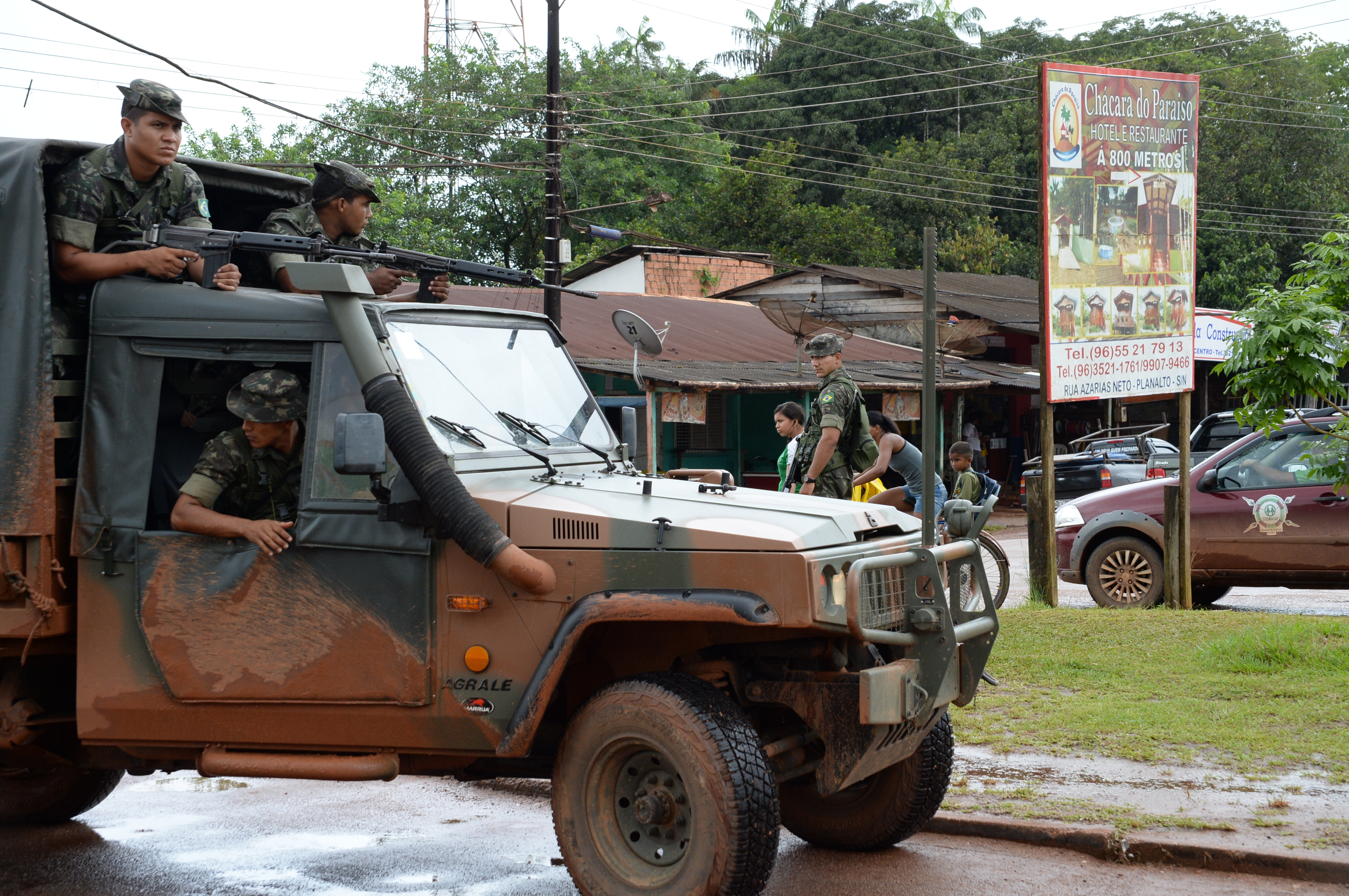
Operação Ágata 8 em Oiapoque, no Comando Militar do Norte

O Plano Amazônia Protegida foi apresentado ao Ministério da Defesa em outubro de 2008, com prazo até 2018 e um orçamento de R$ 1 bilhão para a construção de novas bases e R$ 140 milhões para obras nas já existentes. A região era descrita como a “preocupação número 1” dos militares em 2012, e recebeu grande atenção nos documentos do Ministério da Defesa. Em 2014 o Exército definiu o Projeto Estratégico Estruturante Amazônia Protegida, que se tornou o Prg EE Amazônia Protegida em 2017, com limite orçamentário de R$ 540 milhões, a ser executado até 31 de dezembro de 2035.
O efetivo desdobrado na região, ainda rarefeita de proteção militar, seria aumentado de 25 mil a 30 mil. Duas importantes mudanças ocorreram na ordem de batalha regional: em 2013 o Comando Militar da Amazônia foi desmembrado, perdendo a Amazônia Oriental (Pará e Amapá) para o recém-criado Comando Militar do Norte (CMN), com sede em Belém, e em 2017 foi criada a 22.ª Brigada de Infantaria de Selva, com sede em Macapá e responsabilidade sobre a defesa da foz do Amazonas. Em 2019 o CMA tinha 20 259 militares, 9,64% do efetivo total do Exército, e o CMA tinha 9 440, 4,49% do efetivo. A crise da Guiana Essequiba em 2023 adiantou algumas mudanças planejadas para Roraima, como a ativação do 18.º Regimento de Cavalaria Mecanizado, que só estava prevista para 2026. As dificuldades logísticas de reforçar subitamente a região foram expostas quando o envio de blindados do Centro-Sul a Roraima levou de 20 a 30 dias.
O plano de 2009 prometeu também criar, até 2018, 28 novos Pelotões Especiais de Fronteira (PEFs), complementando os 23 existentes, para um total de 51 pelotões. A vida nesses postos de fronteira era muito precária; em 2012 o general Guilherme Theophilo de Oliveira afirmou que “grande parte da Amazônia ainda vive como se estivesse na idade da pedra, pois o poder público não está presente. Quem visita estas unidades volta com um sentimento de indignação”. O novo conceito de PEF seria uma espécie de célula de vigilância, sem a preocupação de preencher os vazios demográficos na fronteira. Os militares serviriam em sistema de rodízio e não levariam seus familiares, como era promovido até então. Em 2021 o CMA tinha 23 PEFs e uma Companhia Especial de Fronteira, enquanto o CMN tinha um PEF, uma Companhia Especial de Fronteira e um Destacamento de Fronteira. Os familiares continuavam a morar com os militares na fronteira.

#### Modernização do Sistema Operacional Militar Terrestre

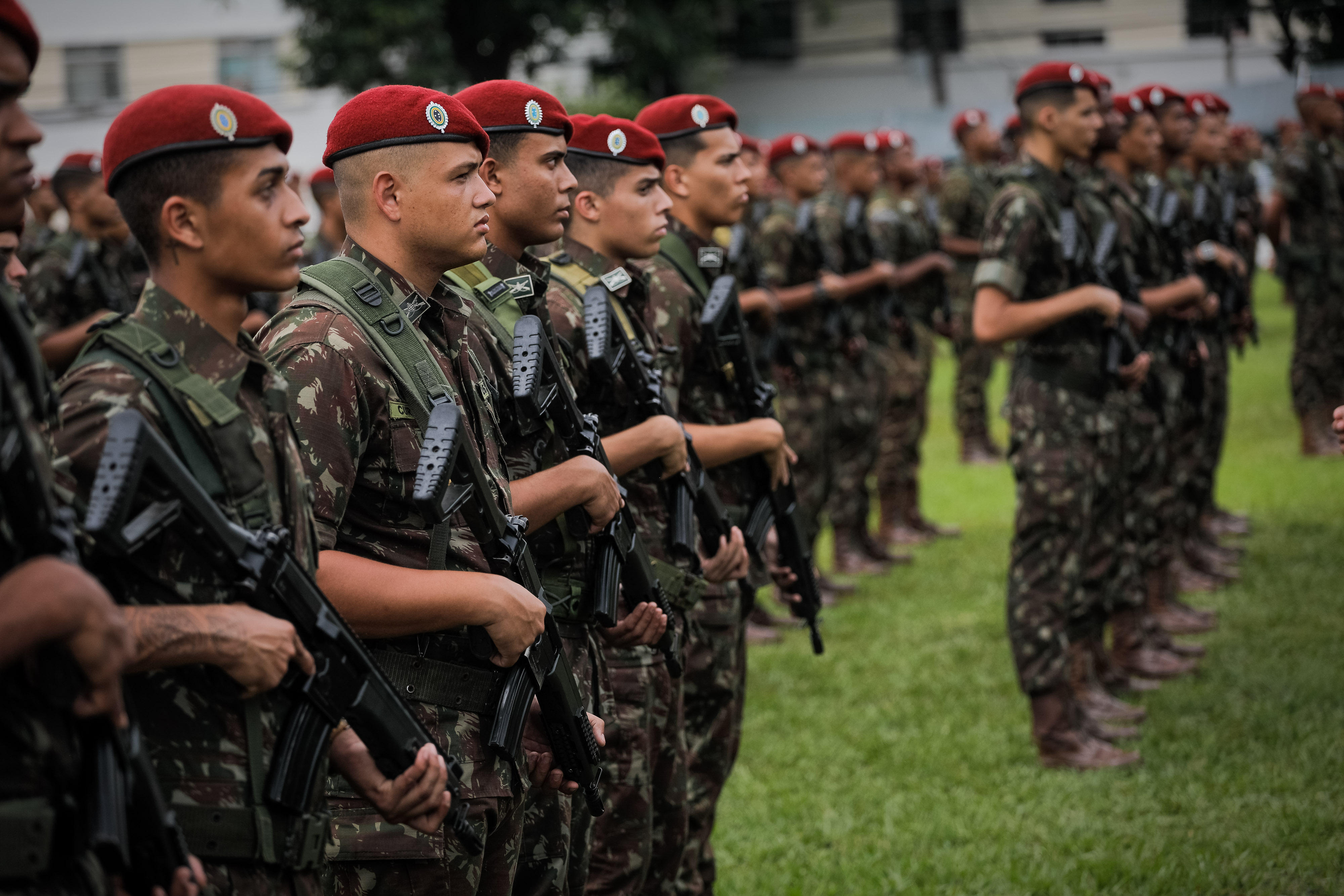
Cerimônia da Brigada de Infantaria Paraquedista no Rio de Janeiro em 2021

O Prg EE Modernização do Sistema Operacional Militar Terrestre (SISOMT) visa aperfeiçoar o comando e controle, o preparo, a capacidade de pronta resposta e a efetividade de emprego da força. Ele foi criado em 2018 a partir do Projeto "Implantar um Novo e Efetivo Sistema Operacional Militar Terrestre", iniciado em 2015. Seus subprojetos eram os recém-criados SISPREPARO, SISEMP, SISPRON e SINFOTER, isto é, a modernização dos sistemas de preparo, emprego, prontidão e informações operacionais.
O SISPRON é composto das Forças de Prontidão (FORPRON), tropas fornecidas por um grupo seleto de brigadas e módulos especializados, que mantém um rodízio de grandes efetivos disponíveis para “a Defesa Externa e a salvaguarda de interesses brasileiros no exterior, além das já habituais missões subsidiárias”. O efetivo selecionado é todo profissional, isto é, sem recrutas. Num ciclo de cerca de um ano, a FORPRON é instruída, passa por jogos de guerra, simulações virtuais e um exercício de campanha e deve ficar disponível por cerca de oito meses. No projeto-piloto, iniciado em 2020, cada brigada forneceria cerca de um batalhão e apoios (1 000 homens). As FORPRON fornecem as tropas que serão enviadas ao exterior como forças expedicionárias ou de paz.
A “capacidade expedicionária” já era prevista há tempos na doutrina, sem nunca ter sido efetivada. A FT 90 e FT 2000 previam uma unidade especializada em formar uma Força de Paz, que depois seria expandida a uma brigada, mas a meta não foi cumprida. A Estratégia Nacional de Defesa, mesmo reconhecendo o Corpo de Fuzileiros Navais como a força expedicionária por excelência, também determina que o Exército tenha uma força desse tipo para a projeção de poder no exterior, salvaguardando os interesses brasileiros ou participando de missões humanitárias e de paz. No Processo de Transformação do Exército, a projeção de poder é sinônimo de geração de força, que era avaliada como fraca em 2010: para cada contingente no exterior, na verdade eram necessários três, um se preparando, um na missão e um desmobilizando. O sistema de preparo e emprego, conforme o general Villas Bôas, estava parado na Era Industrial, com um ciclo de instrução anual ao final do qual “se joga fora todo o trabalho e se começa tudo de novo”. Em 2017 o brasilianista Frank McCann notou que não se sabe em que momento do ano todo a tropa estaria treinada, e uma iniciativa recente era de variar os cronogramas de treinamento.
O planejamento de uma Força Expedicionária (F Expd) foi anunciado em 2015; o modelo até então era que uma organização militar em cada Comando Militar de Área fornecia tropas à expedição, o que a experiência prévia demonstrava ser difícil logisticamente. Na revista A Defesa Nacional, um artigo argumentou que a Brigada de Infantaria Paraquedista seria ideal para esse fim. A estrutura da F Expd ainda não estava definida, mas ela começaria na 2.ª Divisão de Exército, em São Paulo, com elementos das 11.ª e 12.ª Brigadas de Infantaria. A primeira experimentação doutrinária seria em 2017, em 2022 começaria a operar um batalhão de 1 000 homens e em 2030 haveria uma brigada de 3 000 homens. A Concepção Estratégica do Exército publicada em 2017 indicou a 1.ª Divisão de Exército, no Rio de Janeiro, como a única divisão voltada para formar uma Força Expedicionária, sem mencionar a 2.ª Divisão nessa função. A Concepção de 2023 só menciona uma “Força Expedicionária” no contexto do SISPRON.

#### Sistema de Engenharia
O Prg EE Sistema de Engenharia surgiu em 2018 como sucessor do Projeto/Programa Estruturante Novo Sistema de Engenharia (PENSE), de 2014, e durou até 2022, quando foi removido do Portfólio Estratégico e transformado no Programa Setorial Sistema de Engenharia, sob a responsabilidade do Departamento de Engenharia e Construção (DEC). O programa era de aquisição e modernização de equipamentos da engenharia de combate.

#### Sistema Logístico Militar Terrestre
O programa Sistema Logístico Militar Terrestre parte do diagnóstico de que “a atual realidade logística está baseada fundamentalmente no transporte rodoviário e na padronização das estruturas e organizações de apoio logístico e que inexiste, ainda, um Sistema de Informações e de Gestão Logística que permita o conhecimento da situação real e oportuna das necessidades logísticas”. Ele pretende, assim, “a organização de um novo sistema logístico baseado em TI e com foco na adoção de uma estrutura de paz que se assemelhe à de conflito/guerra”. A “prontidão logística” apareceu como “nova capacidade” no PROFORÇA, mas já era prevista em manuais e na base doutrinária. A novidade seria o envolvimento de civis e novas empresas e projetos.

### Subportfólio Dimensão Humana

#### Força da Nossa Força
O programa Força da Nossa Força compreende investimentos na força de trabalho, sistema de saúde, família militar e gestão de pessoal.

#### Sistema Educação, Cultura e Desporto

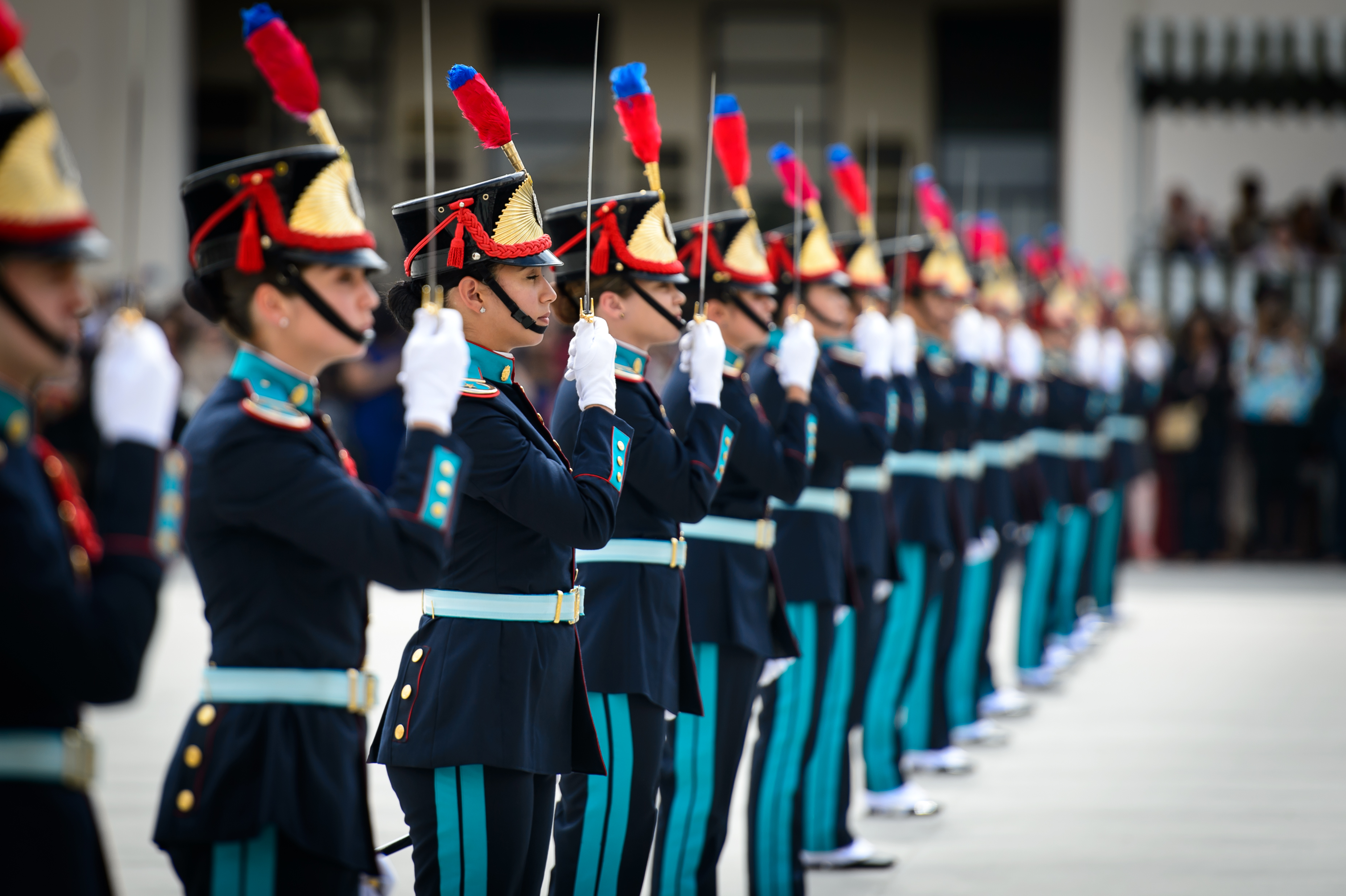
Primeira turma da AMAN com cadetes mulheres

O Programa Estratégico do Exército Sistema Educação, Cultura e Desporto (PENEC), com horizonte até 2040 (originalmente 2035), concentra seus investimentos na formação de oficiais e sargentos de carreira e no Sistema Colégio Militar do Brasil. O diagnóstico do Exército é que o sistema antigo servia para o desempenho de cargos da Era Industrial e não oferecia mobilidade de carreira. Seu objetivo oficial é “desenvolver as novas competências necessárias ao desempenho dos cargos advindos do Processo de Transformação, observando as características da nova geração, utilizando a tecnologia em proveito do processo ensino-aprendizagem, oferecendo maior qualificação profissional (inclusive por meio de uma educação continuada) e permitindo o desenvolvimento do pensamento crítico e da cultura da inovação”.
O ensino e pessoal devem ser as áreas mais afetadas pelo Processo de Transformação, pois foram previstas mudanças no plano de carreira. Até 2015 a formação e capacitação tiveram apenas pequenas modificações, destacando-se o aumento de um ano no curso de formação de oficiais da Academia Militar das Agulhas Negras (AMAN) e a criação do Instituto Meira Mattos. O ensino nas escolas militares incorporou lições das operações passadas de GLO, como as greves policiais e ocupação de morros no Rio de Janeiro. Na AMAN, a carga horária de aulas sobre as guerras da Antiguidade Clássica foi reduzida para incluir conflitos recentes como a Guerra ao Terror. O Projeto de Inserção do Sexo Feminino na Linha de Ensino Militar Bélico (Pisflemb) teve início em 2012. A Escola Preparatória de Cadetes do Exército (EsPCEx), e, através dela, a AMAN, foram abertas às mulheres pela primeira vez em 2017.
Nas áreas de educação, cultura e recursos humanos, o Processo de Transformação inclui a aproximação à sociedade civil, principalmente pelo recrutamento de civis e militares temporários, e a mudança da cultura do “erro zero” para uma cultura de inovação. Isto aponta para a influência da pós-modernidade e uma tendência de “paisanização” parcial do oficialato, conforme o sociólogo Cláudio Antônio Pereira Leite, e a ascensão do “soldado-acadêmico”, conforme o tenente coronel George Alberto Garcia de Oliveira.

## Repercussão na sociedade

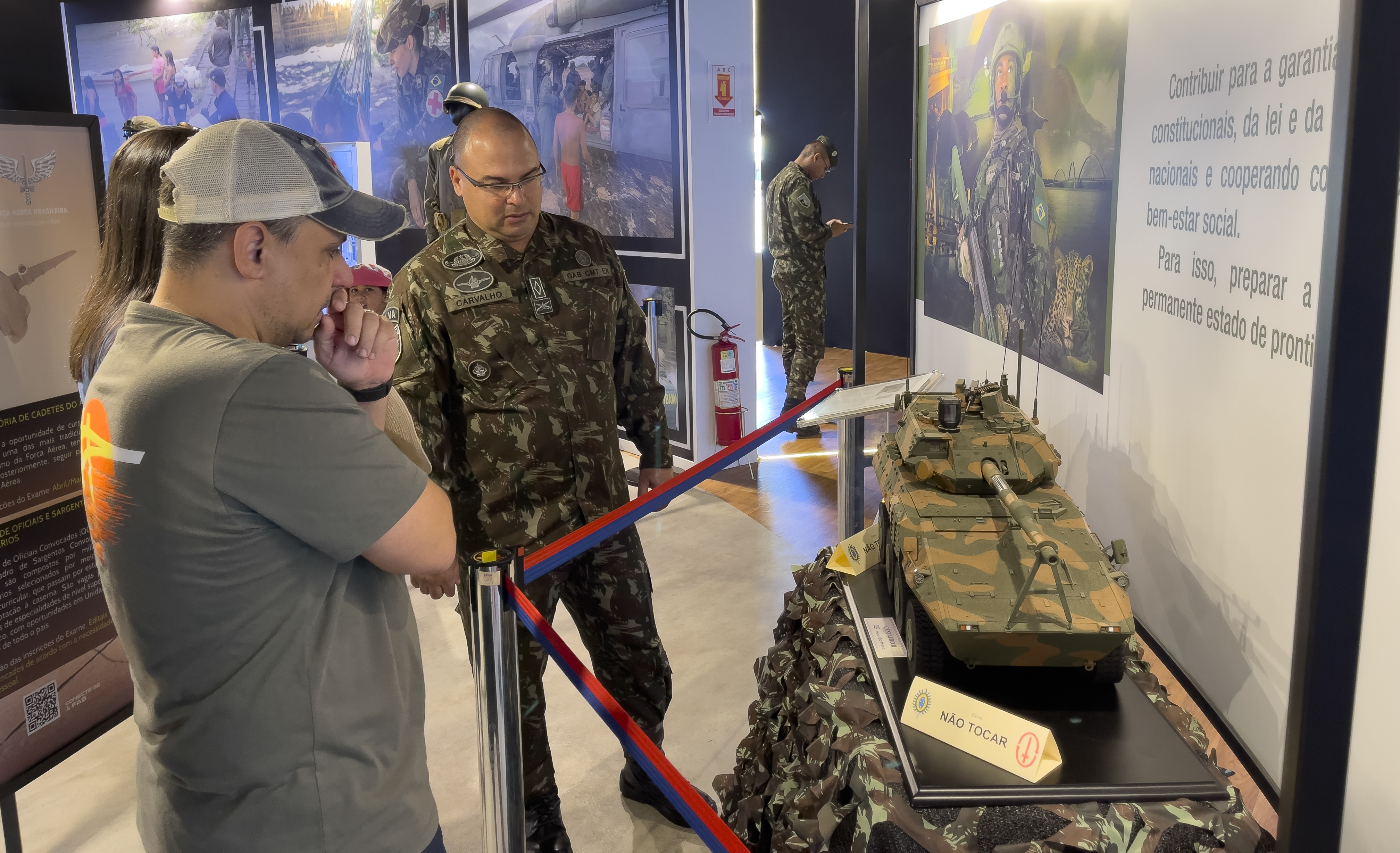
Miniatura de Centauro II numa exposição das Forças Armadas

A END determinou que o assunto da defesa não ficaria restrito ao meio militar. Para o tenente coronel Valentini, em sua análise em 2013, o progresso na direção da “força do futuro” era possível, mas exigiria uma mudança de mentalidade e a saída da “zona de conforto” do planejamento endógeno, envolvendo-se com as outras Forças e as autoridades civis. O professor Ronaldo Fiani, da Universidade Federal do Rio de Janeiro, destacou em 2012 que “a única forma dos militares receberem mais investimentos é se integrando à pesquisa acadêmica e às empresas, como ocorre nos países desenvolvidos”; da mesma forma, o general Walmir Almada Schneider Filho lembrou a necessidade de criar uma “mentalidade de defesa” na população.
O jornalista Marcelo Godoy, do Estado de S. Paulo, opinou em 2022 que as decisões das Forças Armadas estavam mais opacas, e os civis, desinteressados em questionamentos, mas o Exército precisava esclarecer investimentos pretendidos, a condição das FORPRON, e qual seria a capacidade dissuasória convencional (A2/AD [en]).
Igor Gielow, da Folha de S. Paulo, apresentou a polêmica ao redor da compra do Centauro II como um “microcosmo no qual se encontram vários aspectos que afligem a política de defesa no Brasil”. Acatando uma ação popular, um desembargador suspendeu a compra com base nas críticas tradicionais aos gastos militares brasileiros: o Brasil não enfrenta uma guerra relevante na região desde 1870 e tem prioridades sociais e econômicas mais importantes. A compra só prosseguiu quando o Superior Tribunal de Justiça derrubou a decisão. Divulgaram-se informações incorretas sobre os números, o que o Exército tardou a esclarecer. Para o comentarista, o problema é mais fundo, por falta de vontade das Forças Armadas de discutir suas prioridades.
A dotação orçamentária do macroprojeto Força Terrestre 2035 foi decidida quase toda pelo Executivo. De 2012 a 2019, somente em dois anos (2016 e 2019) o Congresso exerceu sua prerrogativa de alocar recursos por emendas, que representaram, respectivamente, 8% e 0,02% dos recursos naqueles anos. Isto demonstra o desinteresse dos congressistas pelo tema. A defesa nacional têm menor potencial de gerar votos e atrai muito menos atenção popular do que a saúde e educação, justamente num momento de competição por recursos. Parcerias com órgãos públicos e com o meio acadêmico foram pouco relevantes no orçamento total.